# 河村たかし
河村 たかし（かわむら たかし、1948年〈昭和23年〉11月3日 - ）は、日本の政治家。日本保守党所属の衆議院議員（6期）、日本保守党共同代表。地域政党「減税日本」代表。歌手。
名古屋市長（第32・33・34・35代）、裁判官訴追委員会第二代理委員長、総務省顧問などを歴任した。

## 経歴

### 生い立ち
名古屋市東区古出来で河村鈊男（かねお）の長男として出生（現住所は同市東区古出来二丁目）。出生時の名前は河村隆之（たかし）。のちに戸籍名を変えて「河村たかし」となった。父・鈊男は、第二次世界大戦時には大日本帝国陸軍第101師団歩兵第101旅団指令部伍長として中国大陸に滞在。1945年（昭和20年）の終戦直後から南京市の栖霞寺に滞在し、1946年（昭和21年）帰国。1948年（昭和23年）に河村紙業合資会社を設立し、初代社長となった。

### 大学卒業後、家業に従事
小学生の頃から日曜日や夏休みなど学校が休日の日に、家業である古紙回収業・卸売業の河村商事株式会社で古紙集めなどの父の手伝いをしていた。父が運転するトラックに乗り、何処かに行っては古紙を集めたり、当時の河村の家が木造の古い家で、家のすぐ隣が創庫になっており、創庫にトラックが戻ると集めた古紙を降ろしたりして、手伝っていたと言う。名古屋市立桜丘中学校を経て、1967年愛知県立旭丘高等学校卒業。高校ではバドミントン部に在籍。高校の同級生が皆、東京大学を受けるということで、河村も東大の文科二類を受けたが、結果はAランクという僅差1で落ちた。そして商売屋の息子は、家業を継がなければいけないと言う事で、1年間の浪人を経て、1968年（昭和43年）に、商学で有名な一橋大学商学部入学、1972年（昭和47年）に卒業。大学1年次の途中まで一橋大学硬式野球部に所属。大学2年の時には学園紛争が起き学生が授業をボイコットするなどした。民青には入ってはいなかったが、河村も参加して見て、ストライキ実行委員会の副会長をやったりしていた。その勉強の中で自分の将来や目標のことで、自分の商売・父の跡を継ぐだけではだめだと思っていた。しかしそこからある程度脱却したかったが、自分の目標や将来のビジョンなど具合的なものは中々つかめなず、河村は学生時代、自分の将来・職業選択の事で悩んでいたという。大学時代は第二外国語のロシア語Kクラスで山内進（法学者・一橋大学学長）、増田悦佐（エコノミスト）と同級生だった。のちに河村支援団体の連合体「ネットワーク河村市長」の代表を務めた鈴木望（維新の党衆議院議員・元磐田市長・元厚生省課長）は大学の1年後輩。
一橋大卒業後は家業の古紙回収業・卸売業の河村商事株式会社に入社（家業からは2002年（平成14年）に退き長男が継ぐ）。河村商事株式会社は、河村入社当時従業員5名の小規模企業者だったが、リサイクルブームの追い風を受け成長、2017年現在従業員90名の中小企業である。
河村商事では専務を務め、営業やトラックの運転手等を行った。ちり紙交換業者に頭を下げて回り、古紙の回収先では、古紙回収業者が弱い立場にあるため、あごで使われ雑用も行わされた。また、業界でさきがけてプレス機を導入するなど、家業の拡張を図ろうとしたが、新工場の建設を「同業者の仕事を奪うことになる」と父に反対され頓挫した。また父は商売で競争を嫌い、大規模に反対していた。河村は商売をやるからには上場するぐらいの気持ちでないといけないと思っていたので、商売のあり方で父とは馬が合わずよく論争していた。大学で学んだ労務管理などの学問は役に立たなかった。また当時、オイルショックの影響で、古紙が全く売れなかった事もあり、これではダメだと思い、世の中で一番威張れる仕事は何かと考えた。そのような中で次第に業者のギルド的体質への反発を持つようになり、検察官への転身を志すようになる。

### 司法試験で挫折
大学時代に知り合った妻と1975年に結婚。子供も生まれた。その後、1977年（昭和52年）ころから検事を志すようになる。昼間は妻子の家族を養うため家業に従事しつつ、商学部出身であり法律の勉強をしたことがなかったため、仕事後に地元の法律学校（中京法律専門学校）の夜学に通って法解釈学及び行政学を10年間勉強し、旧司法試験を9回受験、当時合格率が10%から15%程度だった第二次試験短答式試験には初受験で合格するなど計4回合格し受験指導予備校での成績も良好だったものの、仕事がない土日や仕事が終わった後の夜ぐらいしか勉強出来なかった事も影響し、第二次試験論文式試験でいずれも不合格となり断念。この失敗や挫折の経験から河村は「人生再挑戦主義」を考えるようになり、自分が政治家になって人生を再チャレンジできる社会を実現したいと政治家を志した。そして父親が民社党の委員長春日一幸の支持・支援者だった縁で、そこから春日一幸の秘書となり政治家を目指した。

### 政界入り
1983年（昭和58年）、34歳の時に春日に選挙に出ろと言われ、民社党公認候補として愛知県議会議員選挙に立候補するも777票差で落選。落選のその後に、今後について話があると春日に呼ばれ、春日の娘との3人で食事した際、春日の後継者として民社党の代表になりたかった河村だが、春日から「娘を嫁に貰ってくれないか？」と頼まれ、娘と結婚したら民社党の代表を譲ると言われた。しかし、既に結婚し妻と子供がいたため断った。がっかりした春日は「今度の選挙は婿がやるから、お前は迷惑になったから出ていけ」「政党は民社党だけじゃないから、お前は信じる道を行け」と言い突如、秘書の解雇と離党を言い渡された。
春日から解雇された河村は、その直後に名古屋市長選挙があったため、悔しさから見返してやろうと、名古屋市長選挙に出馬したいと思うようになる。名古屋市長選出馬の旨を春日に伝えるが、春日は河村の市長選出馬に反対し「市長選はやめろ」と忠告を受け引き止められる。しかし、名古屋市長選に出馬したかった河村は、民社党破門を覚悟の上で、構わず春日の忠告を無視し市長選出馬に向けて推進。1985年（昭和60年）2月22日に「500円集めて作ろう庶民の名古屋の会（略称500円庶民の会）」を結成し、名古屋市長選挙に出馬表明した。しかし、その事が河村の市長選出馬に反対していた春日の逆鱗に触れ、河村は除名された。春日は、裏切り者として河村の市長選出馬を阻止するための妨害工作として『民社党は河村を除名にした』と言う内容の手紙を、党員や各党やマスコミなどに送った。これにより河村の民社党離党問題が、マスコミによって問題視するようになり、うまくいかなくなり同年3月18日にやむを得ず、市長選挙への出馬を断念した。
その後、家業の河村商事株式会社を一旦休み、司法試験でもう一度がんばろうと東京に行き、1年間勝負して勉強したが、やはりダメだったという。その間、家業の河村商事株式会社は、1千万円以上の大赤字を出してしまったという。その時、様々な挫折を経て、河村は世の中に「人生再挑戦」が出来る仕組みがない事に再び気づいたという。そして、河村商事株式会社専務等を務める一方、再び「人生再挑戦の仕組みを作る」という、モチベーションで政治家を志して民社党から自由民主党に移った元同僚に誘われ自民党に入党する。1990年（平成2年）2月18日の第39回衆議院議員総選挙に旧愛知1区から、自民党の公認を得られないまま保守系無所属・宏池会（宮澤派）新人候補として、当時の本名「河村隆之」の名で立候補するも落選。
1992年（平成4年）に、自民党宮澤派から河村に対して、自民党にいるよりも今度設立される新党に移籍した方が 自分がやりたい改革ができる、と新党への移籍を勧められ自民党を離党。翌1993年（平成5年）7月18日の第40回衆議院議員総選挙に、「古紙屋から政治家へ」「庶民改革」などを掲げ、日本新党公認で旧愛知1区から立候補し初当選した（同区で春日事務所時代の同僚で同じく民社党を除名された青木宏之も初当選）。同年8月の党役員人事で、山田宏立法調整委員長（国会対策委員長に相当）の下で立法調整副委員長に就任した。1994年（平成6年）12月、日本新党の新進党への合流に伴い、同党へ入党。
新進党では、NPOパートナーズ（1995年3月）の座長を務め、新進党NPO法案作成の実質的主導者として1998年（平成10年）3月19日の「特定非営利活動促進法」成立に尽力。なお、NPOの財政基盤強化のため必要不可欠な寄付金控除を認める税制改正は、与党の反対で実現できなかった。
1996年（平成8年）10月20日、第41回衆議院議員総選挙では、愛知1区に新進党公認で出馬し再選。
1998年（平成10年）1月6日、新進党が分党して結成された自由党に参加。同年3月19日の「特定非営利活動促進法」成立を区切りとし、4月に離党。無所属（院内会派「無所属の会」）となった。無所属となったその頃に河村は環境庁の小島敏郎企画調整課長に頼まれ、当時、問題になっていた、名古屋市が進めようとしていた藤前干潟のゴミ埋めた地計画を白紙撤回させる為の藤前干潟の保全活動を始めるようになる。同年12月、民主党に参加。
2000年（平成12年）6月25日、第42回衆議院議員総選挙で愛知1区から民主党公認で3選。
2002年（平成14年）9月の民主党代表選挙では、菅直人、鳩山由紀夫の二枚看板（いわゆる「鳩菅体制」）に危機感を覚え、世代交代を図るため野田佳彦・前原誠司・松沢成文らと「第二期民主党をつくる有志の会」を結成した。
2003年（平成15年）11月9日、第43回衆議院議員総選挙で愛知1区において4選。
2005年（平成17年）4月、名古屋市長選挙に出馬を表明したものの、民主党から反対された他、母からの反対もあり断念した。
2005年（平成17年）9月11日の第44回衆議院議員総選挙では、民主党劣勢の中、自民党候補などを大差で下し5選。

### 名古屋市長
- 2009年（平成21年）

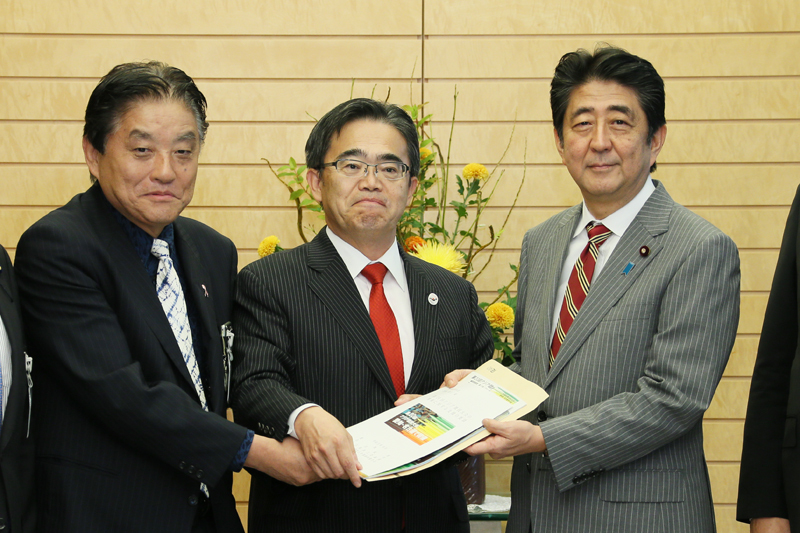
2016年10月21日、総理大臣官邸にて内閣総理大臣安倍晋三（右）、愛知県知事大村秀章（中央）と

  - 1月25日、名古屋市長選挙へ再度かつ今度は「不退転の決意」での出馬を表明[20]。
  - 4月26日、名古屋市長に初当選（1期目）。
  - 10月30日 総務省顧問（地域主権関係）に就任。
- 2010年（平成22年）
  - 4月26日、地域政党減税日本を設立し代表に就任[21]。
  - 10月5日、菅改造内閣発足に伴い総務省顧問退任。
  - 11月、自身が主導した市議会リコールの署名数が法定数を下回ったとして、名古屋市長を引責辞任し、出直しのために再出馬することを表明。
- 2011年（平成23年）2月6日、名古屋市長に再選（1期目）。
- 2013年（平成25年）4月21日、名古屋市長に3選（2期目）。
- 2017年（平成29年）4月23日、名古屋市長に4選（3期目）。
- 2021年（令和3年）4月25日、名古屋市長に5選（4期目）。
- 2023年（令和5年）10月17日、作家の百田尚樹らと、政治団体「日本保守党」の結成記者会見を行った。百田が代表、河村が共同代表に就任し、同党は減税日本とは「特別友党関係」を結んだとしている[22]。
- 2024年（令和6年）10月1日、次期衆議院議員総選挙に愛知1区から政治団体「日本保守党」公認、減税日本公認または推薦で立候補する意向であることが明らかになった。次期名古屋市長選挙では後継に広沢一郎を指名する方針[23]。同月9日、14日付の辞職願を市議会議長に提出した。当初は11日付で辞職する意向を示していたが、市議会で「（定例議会中に）職を投げ出すのは議会軽視」「市政に空白ができる」などと批判を浴びたため、前言撤回し、辞職願を提出せずに15日に自動失職するとした。しかし、この案にも議会が同意せず最終的に14日付となった[24]。結局、11日の市議会では辞職願への同意が反対多数で否決され、河村が15日の公示日に立候補した時点で公職選挙法の規定により退職（自動失職）した[25]。後任市長が決定するまで、河村が退職した同日より副市長の中田英雄が市長職務代理者を務めている[26]。

### 国政復帰

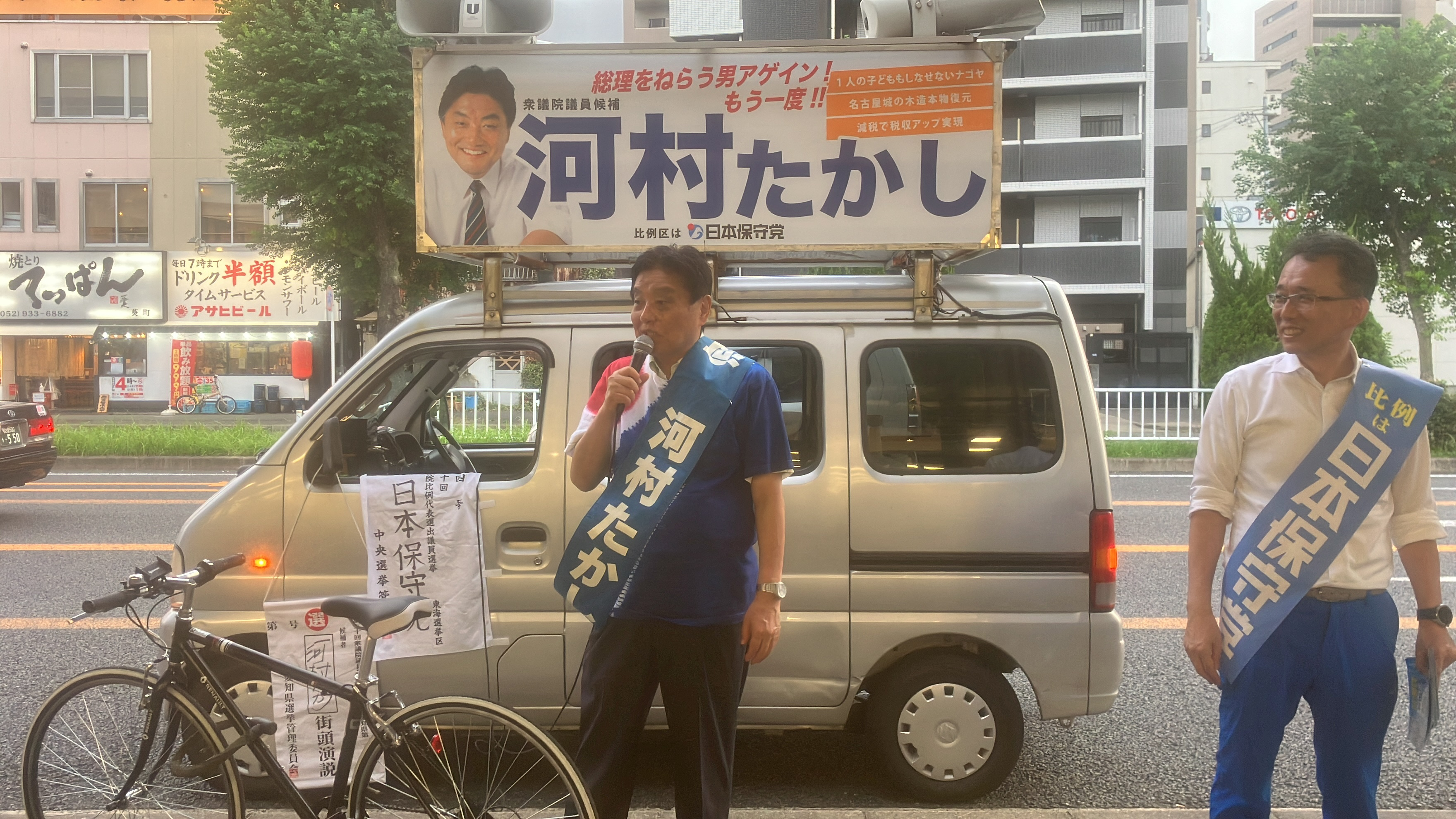
2024年10月17日、街頭演説を行う

第50回衆議院議員総選挙が10月27日に投開票された結果、当選を果たし、15年ぶりに衆議院議員に返り咲いた（衆議院選挙では6選目）。

## 政策・主張
- 1999年（平成11年）7月22日、衆議院本会議の国旗・国歌法の採決では反対票を投じた[28]。
- 2007年（平成19年）1月19日に放送された文化放送の番組内で、番組の放送開始当初から誓約していたとおり、赤坂の議員宿舎には入居せず、地下鉄千代田線沿線の自身で賃貸契約したマンションに“自腹”で入居した事を告知した。この告知でリスナーから高い評価を受ける。
- 2006年（平成18年）4月26日に東京・永田町の参議院議員会館で行われた「共謀罪に反対する超党派国会議員と市民の緊急院内集会」の呼びかけ人を務めた[29][30]。
- 2006年（平成18年）10月6日、自民党の筒井隆彌愛知県議会議員を、名誉毀損で愛知県警察に告訴した。内容は「宮沢派を勝手に標榜している、仲間の議員は誰も推薦人になっていない」などの中傷の言葉が筒井のホームページに並べられていたため。
- 日本国憲法の改正を主張し、「自衛隊の根拠規定や自衛のための軍隊保持」、「知る権利やプライバシー権」についての改正や規定を求めている。自衛隊明記に賛成。緊急事態条項創設の賛否ついては回答しなかった（2024年の読売新聞、NHKのアンケート）[31][32]。
- 民主党時代の2004年（平成14年）、第154回国会では、選択的夫婦別姓制度の導入を求める請願を紹介している[33]。日本保守党在籍の現在は、夫婦別姓に反対の立場で、2024年（令和6年）の読売新聞のアンケートでは「夫婦は同じ名字とする制度を維持しつつ、通称として結婚前の名字を使える機会を拡大する」べきだと回答している[31]。
- 地方議員はボランティアであるべきとし、議員報酬を廃止し、保護司や民生委員らと同じく無給とすべきと主張。
- 「議員活動のためには経費は当然必要だ。ただ、それを税金からいただくのではなく自分で寄付金で集めるべきだ」としている[34]。
- 国会議員時代は「『議員特権廃止』を訴える以上、自らを律するべき」との下、文書通信交通滞在費全額を民主党支部と自らの資金管理団体（「河村たかし政策研究会」）に寄付して、政治活動経費として使い、自らの財布に入れないとした。（寄付した1200万円/年は、「河村たかし政策研究会」と愛知一区総支部の運営資金、主に機関紙の発行（2万9000部/年6回）や人件費に充てていたとし、寄附金控除も受け取っていないとしている）[34]。
- 河村は自身の著書によると、議員特権廃止に熱心であり、文書通信交通滞在費を「第二給料」と糾弾している[34]。一方で、産経新聞社の記者を政策秘書として登録、秘書給与を河村自身の政治団体に入れていた[35]。
- 河村は自身の著書によると2004年（平成16年）から政党支部では、企業献金を断っているとしている[34]。しかし中小企業の経営者などからの個人献金は受けており、実質企業献金ではないかという指摘もある。とくに名古屋市長になって以後、自身の給与を半減したため政治資金が枯渇し、経営者からの献金が倍増した[36]。
- 「世襲議員」を条件付きながらも非難する。「『寄付金型議員』で世襲するならばまったく問題がない。どれだけ寄付金を集められるかは本人の努力次第だ」と自著で述べている[37]。
- 「議員の一番大事な仕事は、減税の実現」と述べた。
- 静岡空港建設反対の国会議員署名活動で署名者に加わった[38]。
- 衆院初当選以来、一貫して非自民党であり、自身が所属した政党が自民党と連立をしたことがない。河村がかつて所属していた自由党は1999年1月14日、自自連立政権の小渕改造内閣で与党に転じたが、河村はその前年の1998年4月に自由党を離党し無所属の会に入党。同年12月には民主党に加わっている。
- 福島第一原子力発電所事故後は、脱原発を主張している。2012年（平成24年）4月16日には、事故が起きた場合には名古屋市の水源である木曽川が汚染されるとの懸念から、関西電力大飯原発3号機の再稼働に懸念を表明[39]。また自身が率いる減税日本を、中央集権打破・反消費増税・脱原発を政策の3本柱として政党化し、国政への進出を目指すとしている[40]。
- 2012年11月15日、石原慎太郎が率いる太陽の党と減税日本の合流が発表された[41]。しかし、その翌日には橋下徹が率いる日本維新の会と太陽の党との合流が決定され、その際に太陽の党と河村氏との合流は白紙にする[42]と確認されている。

### 議員年金問題
衆議院議員時代、河村は民主党の先頭に立ち、テレビや新聞に何度も登場し、国会議員互助年金の廃止を熱心に訴えた。「議員年金って、年金って名前がついているけど、本当の特権、特別なやつなんです」、「議員という特権階級の味方なのか、はっきりさせればいい。庶民の味方になって廃止法案を出す」などの発言どおり、2度廃止法案を提出。国会議員互助年金は結局、与党だった自民党・公明党の廃止案が通り、2006年4月1日をもって廃止された。
制度廃止時に在職期間が10年以上あった議員は、（1）「従来の15％減となる年金を受け取る」、（2）「納付金の8割を一括返還（一時金）でもらう」のどちらかを引退時に選ぶことができた。あるいは「5年間、申請を見送れば、いずれの権利も失効する」という選択も可能という措置が取られた。
ところが2021年3月9日、制度の批判を鋭く展開していた当の河村が国会議員年金を受け取っていたことが明らかとなった。河村は5年間の申請見送りをしなかったどころか、「一時金」方式の何倍もの額にあたる「従来の15％減となる年金」を受け取る選択肢を選んでいた。同年3月10日、大村秀章知事は記者会見で「当時は廃止を主張していたのに耳を疑う。政治家の資格はない。ただちに辞職すべきだ」と河村を批判した。

### 南京事件について
慰安婦問題と南京事件の真実を検証する会の会員でもあり、慰安婦問題と南京事件に対しては日本政府の責任を否定する傾向にある。慰安婦問題に関しては2007年（平成19年）6月14日に歴史事実委員会の全面広告に賛同者として名を連ね、アメリカ合衆国下院121号決議の全面撤回を主張した。
南京事件に関して衆議院議員時代の2006年には、政府に対し「いわゆる南京大虐殺の再検証に関する質問主意書」を提出。父・鈊男が武装解除後、南京で大変手厚く遇されたという話を紹介し、「大虐殺が行われていたのであれば、そのわずか八年後にこのような心温まる交流が実在しえるとは思えない」と記した上で、教科書などに「市民や捕虜の殺害」などが記載されている根拠や、政府見解を改めて質した。
2009年（平成21年）9月15日の名古屋市議会定例会における一般質問でも「一般的な戦闘行為はあった。そういうものが誤解されて伝わっているのではないか。事件そのものについて日中友好のためにきちんと検証し直す必要がある」と答弁している。毎日新聞は、この発言により名古屋市との姉妹友好都市関係にある南京市との関係が懸念されていると報じた。
2012年（平成24年）2月20日、南京市幹部に対して「いわゆる南京事件はなかったのではないか」と発言。27日の記者会見では、「遺憾なことが一人もなかったと言ったわけではない。戦闘行為に伴う残念なことはあった」としつつ、「非武装の市民を組織的に大量虐殺したことはない」と述べた。安倍晋三、石原慎太郎、原口一博、平沼赳夫らが呼びかけ人となり、河村の発言を支持する意見広告を出している。
発言の後、南京市に進出している日系企業や日本人経営者らが河村に対して批判も出ていた。河村によると発言の一昨年に、名古屋市と姉妹都市を結んでいるアメリカのロサンゼルスから来日したミス2世の日系人の女子高校生が河村の元に表敬訪問した時、彼女から「日本は南京で残虐な事をした」、「市民を40万人も殺したんですよね」と言われたという。市が調査したら、アメリカの高校の副読本に書いてあり、「中国よりアメリカの方が増えてんだ、こういうところはハッキリさせんで真の友好なのか」と思ったと言う。

## 藤前干潟の保全活動
1998年、河村は藤前干潟の保全活動を始めた。同じ旭丘高校の同級生で友人でもある環境庁の小島敏郎企画調整課長に藤前干潟の事を頼まれた事が切っ掛けだった。名古屋市が野鳥の生息地である藤前干潟を廃棄物のゴミ埋めた地にしようと計画し、環境庁が問題視、地元民からも反対運動が起きるなど問題視されていた。共産党以外の最大会派の自民党らの市議会も藤前干潟のゴミ埋めた地計画に賛成していた。河村の実家の家業は古紙屋なので、小島から藤前をどう思うかと聞かれた河村は「ゴミから紙やら(再利用できるものを)取っていったら、埋めるものがなくなる」と言ったら、小島から「条件がある。藤前干潟は、名古屋の問題で、しかも、あの頃に、埋め立てするとほぼ決まってしまっていたから。地元で(埋め立てに反対し)闘ってくれる人間がいないと困る」と言われ、河村は地元なので、埋め立ての反対運動をやると決意し、一緒に反対運動やろうとなった。当時、河村がいた新進党が分裂し無くなり、河村は無所属となり、地元選出の国会議員が埋め立て容認とされる中で、河村は政党の姿勢にとらわれない存在になっていた。その為小島から「自民党（埋め立て賛成派の）の誰かを口説いてくれ」と頼まれたと言う。
河村は、環境庁(現環境省)幹部の要請を受けて、藤前干潟保全の為に動き始めた。議員仲間を募り、政治の力で埋め立てを阻止しようとたが、危機感を持った名古屋市側はそれに対抗し、地元議員らを応援団にして、河村と環境庁の批判を展開した。
河村は名古屋市から出る年間100万トンのゴミをどうするかを考え、構成したが、市側は河村が言っていることは嘘だと批判し、共産党以外の埋め立て賛成派の市議会議員は河村の言っていることは嘘だと批判した。
環境庁と手を組んだ河村の名古屋と東京の事務所は、藤前干潟保全のための情報収集と、各方面への働きかけていた。
8月に河村は「名古屋市ゼロエミッション案」を公表した。その頃、河村は新幹線で大村秀章（当時は河村と大村は仲が良が良かった）に出会った。県議選に当選してまだ2年もたっていなかった大村に、河村は自分と同じ若さを買って藤前干潟を守る活動を話し大村を誘った。大村は河村の藤前干潟の保全活動に賛同、協力して一緒に藤前干潟の保護活動をやってくれる事となった。
河村が自民党や地元議員らへの働きかけをすると名古屋市が河村批判の文書をばら蒔き、永田町の議員会館に出回ったと言う。
11月に河村は自民党や公明党や民主党ら埋め立て賛成派の議員達を説得し何とか20人を集め、超党派で「ゼロエミッション社会を目指す議員懇談会」が発足した。河村を中心とした超党派議員と環境庁は名古屋市が埋め立てを断念するまで名古屋市との対決が続いた
。

## 国会議員活動

### 民主党代表選
- 2005年（平成17年）9月、民主党代表選挙に名乗りを上げたが、推薦人20人を確保できず立候補を断念した。
- 2006年（平成18年）3月31日 - 前原執行部の総辞職を受けて民主党代表選挙に立候補を表明し、朝からテレビに出演し政策をアピールし、推薦人確保に奔走したが締切りである4月7日10時までに20人に達せず断念（18名まで確保）。
- 小沢一郎代表の続投が既定路線だった2006年（平成18年）9月12日の民主党代表選挙に出馬意欲表明。8月29日、小沢が初めて出馬表明した翌日に記者会見。この時点での確保推薦人数は5人ぐらい（本人談）であった。
- 民主党代表選挙に出馬すると明言しながらいつも推薦人20人を確保できないことから、ビートたけしのTVタックルでは浜田幸一に「代表選に出ると言っておきながら推薦人20人確保できないのはお前だけだ」と苦言を呈された。
- 民主党代表選挙に出馬したい意欲は極めて本物であり、小沢の無投票3選の根回しが民主党内で進んでいた動きに抵抗するかのように、2008年（平成20年）8月19日、「庶民革命[注 2]」なる政権構想を自身のHPで発表した。しかし、下馬評にさえ満足に取り上げてもらえないほど、民主党の国会議員たちには受けが悪かった。
- 民主党代表選挙で毎回推薦人20人を確保できないことについて、ムーブ!にゲスト出演した時、「永遠の総理候補」「民主党代表選の風物詩」と励ましとも皮肉とも取れる2つ名で紹介された。

### 弾劾裁判（司法作用）における活動
長年衆議院法務委員会委員を務めており、同委員会野党筆頭理事も務めた。
2008年（平成20年）には裁判官訴追委員会第二代理委員長として、下山芳晴裁判官罷免のための弾劾裁判（司法作用）に関わり、臼井日出男委員長および荒木清寛調査小委員とともに、3名で、下山裁判官へ事情聴取を甲府刑務所で行った。事情聴取の際の印象として「なかなか誠実な人柄で訴追は忍びなかったが、罪は罪」などと述べた。また裁判官弾劾裁判所において罷免判決が宣告され閉廷した後、他の委員が下山元裁判官の前を無言で通り過ぎて退廷していく中、一人声をかけ激励し、これに対し下山元裁判官もうなずいて応える一幕があった。

### 国会議員時代に所属していた団体・議員連盟
- 慰安婦問題と南京事件の真実を検証する会
- 永住外国人の地方参政権を慎重に考える勉強会

## 河村名古屋市政

### 名古屋市長選に出馬
1985年（昭和60年）2月22日に当時、市助役の西尾武喜（後に第19代名古屋市長）の対抗馬として名古屋市長選に出馬しようとしていた時がある。当時、河村は、高校時代からの当時の友人達と「500円集めて作ろう庶民の名古屋の会（略称500円庶民の会）」を結成し、「庶民による、庶民のための、庶民の政治」、「500円集めて作ろう庶民の名古屋」、「市長には庶民派の民間人を」などを揚げ、市助役を市長に推すのは官選と変わりない。批判を実行に移す為、市長選の出馬を決意したと表明している。しかし、市長選出馬の表明をするも、同年3月18日に急遽、市長選出馬を断念している。河村は市長選出馬の断念の理由を「民社党からの除名問題で候補者として爽やかなイメージが失われ支援者に迷惑をかける」と説明（秘書を解雇にし、河村に対して民社党の離党を言い渡した民社党の春日一幸代表が河村の市長選出馬に反対し河村の市長選出馬を阻止する為、妨害工作をした。）し、「1万株用意した額面500円の株も1割しか売れず、資金的にも無理だと分かった。読みが甘かった」と話した。
民主党愛知県連は、2009年（平成21年）4月27日に任期満了を迎える名古屋市長選（4月26日投開票）に、過去3回のような主要政党相乗り候補ではなく独自候補を擁立することを早くから目指し、名古屋市教育委員会の山田哲郎教育次長に白羽の矢を立てていた。しかし、1月3日までに山田から固辞されたため、民主党愛知県連の候補者選びは白紙の状態に戻った。
2009年（平成21年）1月25日、河村は、名古屋市内で民主党愛知県連代表の伴野豊衆議院議員と面談し、民主党の推薦を得て名古屋市長選に出馬したい旨および「不退転の決意」である旨を申し出た。この際、「36年間の政治生活を経て、名古屋の皆さんに恩返ししたい」と述べたと伝えられる。
1月26日夜、民主党愛知県連の幹事会にて、河村は住民税の10%減税や議員のボランティア化など自らの基本政策を説明したが、積極的支持を得られず、幹事会は、周知先行していた元愛知県弁護士会副会長の伊藤邦彦（「邦」は、正しくは こちら。以下同様）を名古屋市長選の民主党愛知県連推薦候補とすることを全会一致で了承した。このため、河村は、党除名覚悟で出馬するかどうか、という瀬戸際に追い込まれることになった。
1月27日午前、民主党本部の常任幹事会にて、愛知県選出国会議員団長の佐藤泰介参議院議員が、名古屋市長候補者として民主党愛知県連が伊藤邦彦を全会一致で推薦候補としたことを報告し、党本部の最終判断を仰いだが、党本部常任幹事会は河村の出馬による民主支持層の分裂を懸念し、最終判断を見送った。記者団に対し、常任幹事会に出席していた輿石東参院議員会長は「県連でもっとまとめてほしい」、民主党愛知県連幹部は「正規の手続きを経て、党本部に上申した結果が覆されることはない」、河村は「不退転の決意は全く変わらない」と述べる状態であった。
1月29日午後、河村は、代表質問が行われている衆議院本会議場を退席して同じく退席している小沢一郎民主党代表と会い、「（市長選を）ぜひともやりたい。（党推薦を）お願いしたい」と直談判したが、「県連の関係者に一度お願いして回って来い」と突き返された。この日、民主党名古屋市議団は議員総会を開いて元愛知県弁護士会副会長の伊藤邦彦の推薦を再確認するなどしており、全国的に著名な河村といえども地元民主党議員たちの支持を得られる状況にはなかった。
2月6日、民主党幹事長の鳩山由紀夫が記者会見で名古屋市長選の候補者推薦について「時間がかかってもしっかりと落着させることが大事だ」と言明したことにより、前月26日の愛知県連全会一致での伊藤邦彦に対する推薦決定にもかかわらず、党本部の最終判断は更に大幅に先送りされることとなった。
3月20日、河村は、名古屋市長候補として民主党名古屋市議団の議員総会に出席し、マニフェスト案を提示して市議団側からおおむね了承された。このため、これを民主党愛知県連が民主党本部に報告すれば河村たかしが正式に名古屋市長選の民主党推薦候補となる見通しとなった。
3月24日午前、民主党本部は常任幹事会を開き、名古屋市長選に河村を推薦することを全会一致で正式決定した。河村は、この常任幹事会の冒頭で「何とか当選して（党に）ご恩返ししたい。庶民の政党・民主党の応援団になれればと思っています。しっかりやります」と挨拶し、記者には「本当にありがたい話で、庶民革命を実現させたい」と抱負を語った。
3月25日午後、河村は、名古屋市内で記者会見し、名古屋市長選に無所属・民主党推薦で立候補することを正式表明した。同時に、それまでに名古屋市議団との政策交渉で了承を得ていたマニフェストの基本方針「庶民革命」「市民税10%減税」「ボランティア委員会（地域委員会、Neighbourhood council）」「ナゴヤを日本一税金の安い街にする」等を発表した。席上、河村は、「楽市楽座で庶民にも商売できるようにした織田信長のような『庶民革命』をやりたい」「世の中の人は税金を払うのにどえらい苦労をしている。税金で食っている人が極楽というのは正さにゃいかん」「議員とか役人とかはパブリックサーバント、公僕だ。そういう政治の原点を訴えたい」と熱く訴えかけた。
4月1日、前述のように、民主党名古屋市議団から民主党本部までの推薦を得ていたものの、民主党を支持するはずの「自治労名古屋市労働組合」が河村を推薦せず、自主投票とすることを決定した。また、連合愛知も同様に、結局、最後まで河村を推薦しなかった。これらは河村の「人件費の総額10%削減」という公約に対する組合員の警戒心が大変強かったためであり、「税金を払う方（市民）が地獄なのに税金で食っている方（市職員や議員）は極楽」などと繰り返す河村たかし候補に対して「自分たちを家来としか見ず給料を下げると豪語している。河村氏を推すなら組合を辞める」という声すら出ていたためである。
4月4日夜、河村は、名古屋市役所で記者会見し、市民税10%減税、ボランティアによる地域委員会（仮称）の創設、経済対策の3つを柱とするマニフェスト『河村たかしの名古屋政策』を発表した。同日、自身のHPでも解説資料『河村たかしの名古屋政策』を発表した。
4月6日、名古屋市長選出馬予定の3名、河村たかし（60、民主党推薦）、細川昌彦（54、自民党・公明党の県組織支持）、太田義郎（65、共産党などの推薦）が初めて一堂に会して公開討論会を戦った。
4月7日、4月3日に河野洋平衆議院議長に提出されていた河村の議員辞職願が衆議院本会議で受理された。
4月26日夜、「庶民革命」を訴えながら1日35キロを自転車で走破するという「庶民派」選挙戦を展開した河村が他の3候補を圧倒的に引き離して次期名古屋市長に当選した。河村への得票数は、1977年に本山政雄が獲得した46万余票を超える過去最高の51万4514票となり、次点の細川昌彦候補をも23万票も引き離すという圧勝であった。また得票率も、過去2番目に低かった前回の27.50%を23.04ポイントも上回って50.54%であった。

#### 小沢一郎を支持する一新会からの裏金授受疑惑
小沢一郎の資金管理団体「陸山会」による土地取引をめぐり、裏金を受領したとして衆議院議員・石川知裕が政治資金規正法違反の罪に問われた問題に関連して、秘書の金沢敬より裏金が名古屋市長選での河村たかしへの選挙資金に流れていた疑惑がある。
石川の元秘書である金沢敬が2009年の名古屋市長選で、民主党衆議院議員で小沢一郎幹事長を支持するグループ「一新会」で「力があるMさん」が、河村たかし市長の選挙対策関係者に「裏の方」で200万円を渡していたと説明。金沢は「（河村側は）『190万円しかかからなかった。10万円の黒字になった』と話していた」と述べた。
河村は「個人献金の年間上限額の150万円を超え200万円もの裏金をもらった事実はない。記録はあり証明できる。名誉棄損に当たるので抗議したい」と語っている。

### 名古屋市議会との対立（市長就任からリコール成立後の市議会選挙まで）
2009年市長選における市長の当初のマニフェストでは「定率減税（金持ちはゼロ）」とあったが、実際には一定の所得を有している者しか減税の恩恵を受けることができず、市議会でも問題になったが「金持ってる人はゼロのつもりで寄付してちょうよ、というつもりで書いた」などと発言した。また減税の実施により市債の発行高が増加する見込みとなった。これは、「銀行は貸出先がないので金余り状態になっている。国や市が借りてやらないと経済が大変なことになる。市が払う利息は銀行を通して預金者である市民に入るのだから市民にとって（市債は）借金ではない」という市債は借金ではないという市長の持論に基づくものだが、市議会での理解は得られなかった。また当初は減税を行うための予算案の基礎に名古屋市の生活保護受給者が減少するという見込みを出すなど明らかに誤った試算も行っており、減税を肯定するために意図的に誤った試算を行ったのではないかと市議会で問題になった（実際には生活保護受給者は増加傾向にある）。それでも市長側は当初は減税は行政改革で行うという方針を示していたこともあり市議会側は了承し、2009年12月恒久減税は市長の原案どおり可決し条例化されることとなった。
しかし、実際には河村が行政改革を先頭に立って行うことはなく、名古屋市役所の役人に丸投げを行ったため、予算編成の段階では、既存の事業について無駄な予算のカットではなく、福祉に関する予算も含め一律の予算カットが進んだ。
そのため市議会側は、「第3子以降の保育料無料制度復活」などの2010年度予算の予算修正を行うとともに、減税を単年度とし、各年度ごとに予算内容を確認したうえでチェックするという方針に出た。
一方、市長側は当初の公約では1割削減であった議員報酬を半額に削減するなど極端な案を出したため、議会側の反発を招き、両者の対立は決定的となった。恒久減税、議員報酬削減など市長の提出する条例案は次々に継続審議や否決されることとなり、混乱を招くこととなった。
また、市議会で再可決された議員提案の「名古屋版事業仕分け条例」を市長は公布せず、一方で独自に事業仕分けを実施する方針を決めた。河村は地方自治法に基づき、同様に再可決された「中期戦略ビジョン」とあわせ、愛知県知事に是非について2010年10月18日に審査の申し立てを行った。市長は条例を公布しない方針で、議会が可決した条例が効力をもたない異例の状況となった（市議会リコールなどを経て、最終的には無作為抽出で選ばれた一般市民が事業仕分けを行う案が採用されることとなった）。なお、河村が「名古屋版事業仕分け条例」を交付しない理由を片山さつき参議院議員は「市長肝いりの名古屋城天守閣の木造での再建案を、この案に反対している市議会が事業仕分けしてしまうことを恐れている。」と指摘している。
このような市長と市議会との対立の中、河村側は減税日本を立ち上げ、次期、市議会議員選挙で過半数の獲得を目指すとともに、市長主導でのリコールを実現することにより減税、議員報酬削減などの自身の政策の実施を目指した。リコールは紆余曲折はあったが最終的には2011年2月に住民投票が実施され住民投票では69万票を超える賛成票が投じられ名古屋市議会が解散される運びとなった。一方でリコール運動で35万以上もの署名を集めたことで市議会側にも危機感が広がり、自民党は恒久減税案に賛成する方針を固め、公明党は議員報酬半減案に条件付きで容認するなど市議会側にも歩み寄りの動きが見られた。しかし、河村は問題解決の芽が出たにもかかわらず市長を辞任を表明するにいたった。辞任後、再度市長選を行い、愛知県知事選とのダブル選挙（リコール投票とあわせてトリプル投票）を行うことを表明した。また、民主党名古屋市議団は、減税日本を立ち上げ民主党議員の対立候補を擁立しようとする河村名古屋市長の行為を反党行為だとするとともに、当初議員報酬1割削減という約束で市長選を支持したにもかかわらず、実際には議員報酬半減案を市議会に提出した河村に反発し、2011年2月の市長選では衆議院議員で元犬山市長の石田芳弘を擁立した。市長選の結果は現職の河村が得票率の69.8%の得票を得て再選を果たした。その後、3月には名古屋市議会選挙が行われ、河村が党首を務める減税日本が現有1議席から大躍進、75議席中28議席を占め名古屋市議会最大勢力となった。

### 河村市長の施策と論点

#### 議員報酬半減について
議員報酬に関する主張と論点
河村は議員の職業化を強く批判しており、議員はボランティアで行うべきだとし、議員が税金で身分保障されることに日本の民主主義が成熟しない根本原因があると主張する。実際に議員の年収を市長の主張する800万円とした場合、職業としては議員の仕事は成立せず、河村の主張どおり実質ボランティアで議員活動を行うことになる。2016年３月、名古屋市議会は議員報酬増の条例案を可決し年収1455万円に戻した。一方、河村市長の報酬は年間800万ではあるが、秘書5名・運転手1名の人件費5160万円、車のリース・ガソリン代36万円、出張費113万円、広報費5億円、交際費120万円など様々な経費を市が持っており、河村本人がボランティアで政治活動を行っているとは言えない状況にあり、市長の報酬800万円は政治をボランティアで行おうとしているというより、パフォーマンス的側面が強いといった主張もある。
河村が給料を800万円に減らしたのは議員時代に北海道の紋別町を訪れた時の事が影響していると言う。紋別の人は漁業で昼夜関係なく真面目に働くが年収が300万円程度だと聞かされ大変立派だと思ったと言う。その時、国会議員や道議会議員や市議会議員も一緒だったが、議員は皆年収が1000万円以上だった。世の中を変えなくてもいいが自分達の考えを変えた方が良いのではないかと思ったと言う。紋別の人は昼夜も懸命に漁業で働いて年収が300万円だが、美味しい魚やホタテを全国に届けてくれて人々を幸せにしてくれる。では、議員は何を作っているのか？とつくづく感じたと言う。税金を払うほうが苦労し税金で食べているほうが楽をする世界は間違っている。税金を払う人が大変で税金で食べる人が年収何千万の世界が待っているというのが現実である。官僚が民間より給与良いのは確かだが、官僚ではなく議員や首長を問題視しないといけない。日本は官僚国家ではなく「職業議員国家」だと思った。そのような話を市長選の前に喋っていたら「だったらお前がボランティアでやって見ろ」と言われ、最初は嫌だったが、実際にやってみようと思って市長選の公約で取り組んだと言う。市長選出馬当時の河村は60歳で、厚生労働省が発表した60代の平均給与が800万円だったので、800万円にでやって見たら、最初は色々大変な処もあったが、800万円でも何とかやってけれると思ったと言う。
仮に市議の活動をボランティア的に賄うとすると、政治には様々なお金がかかるため実質高所得者でなければ議員になれなくなるという批判もある。また、選挙費用まで考えると800万の報酬では困難だという指摘もあり、実際に河村本人も2009年の市長選時には小沢一郎の資金を一新会の有力議員より裏金として受けていたという報道もある。また、800万の給与では私設秘書が雇えないが、選挙活動に私設秘書が必要なため大西副市長の給与で秘書を雇用するように河村の妻が依頼していた。河村市長は選挙に費用をかけすぎであり、また足らない部分は個人献金で補えばよいとしている。しかし、日本では個人献金を行う慣習が定着しておらず、多くは中小企業の同族会社の経営者が行う個人献金で実質は企業献金の形を変えたものである場合も多い。実際、河村たかし本人も、市長になってから献金が倍になっており、800万の市長給与で足りない部分は中小企業経営者から個人献金を集めているという報道もある。
名古屋大学客員准教授で公認会計士の高村徳康は、民間企業の平均給与は大企業で600万円台、中小企業は400万円台であることから、報酬削減に反対する議員は民間と感覚がずれていると批判し、市長の政策を支持している。
また、政治学を専門とする名古屋大教授小野耕二は「名古屋という大都市の運営を考えるには、幅広く意見を聞き、調査できる時間を確保できる人が議員にふさわしく、そのためには一定の報酬額が必要だ。議員活動と市政への貢献を考えれば、安く働く人を集めることだけが、市に経済的メリットがあるとはいえない。議会も改革を進めており、議会案も含め議論すべきだろう。」と述べている。
なお、河村の主張する根拠となる報酬比較は、それは日本国内間の政令指定都市間の比較ではなく、諸外国の議員報酬との格差が著しいことを根拠にしている。名古屋市の議員報酬年額はおおよそ1,713万円であるが、アメリカのシカゴ市では850万円 ヒューストン市では442万円、フィラデルフィア市では800万円である。また愛知県の議員報酬年額1,514万円よりも多い。ちなみに、イギリスでは10年前までは無報酬の議員活動を行っていた。しかし、議員のなり手がなくなったため、イギリスの地方議員の報酬はどんどんと上がっていき、それにより政治が安定したという事実がある。
また河村は日本と外国の政治家が違うのは外国は政治家がボランティアで市民並の給料でやっており、早く辞めて交代する。名古屋市の姉妹都市であるオーストラリアのシドニー市に行った時、オーストラリアの議員は大体8年の任期で変わると聞かされた。しかし、日本では職業として議員をやっていると言っている。
また、議員報酬800万を公約にボランティア議員として当選した減税日本の議員の不祥事が続出したことから、ボランティアで地方議員を行うことを批判する向きもある。
議員報酬半減に対する名古屋市議会の対応
　市長側が当初の公約（2009年市長選時）では1割削減であった議員報酬を半額に削減するなど極端な案を出したこともあり、市長就任当初は議員報酬半減案は否決される状況が続いていた。一方、河村が高い支持率を背景にリコールの構えを見せるなか、市議会の側からも議会改革の動きが徐々に現れ、自民党・民主党は市民や有識者からなる第三者機関により議員報酬を決める案、公明党は議員活動費の保証を条件に議員報酬半減案に賛成、共産党も報酬半減案を容認する方針への転換を示していた。そのような中で名古屋市議会リコール成立及び市議会選挙での減税日本の躍進を受け、2011年4月27日に減税日本、自民、公明、民主、共産の5会派の共同提案により暫定的に市議報酬を半減させる条例案を可決した。議員報酬半減を公約に大躍進をした減税日本ではあるが、その後はこの問題について煮え切らない対応が続いている。暫定的に市議報酬を半減させる条例案は当選1年目の議員は最初のボーナスが少なく800万円に満たない内容であったため、条例案の原案を作成した減税日本は則竹勅仁市議団長以外はすべて1年目議員のため内部でも大きな反発が生じることとなった。そのため、この条例案提出にあたって案をまとめ各会派と調整してきた舟橋猛、玉置真悟が幹事長を辞任する事態となった（これが後の減税日本分裂の伏線になった。）。舟橋は「4月に就任したばかりで満額のボーナスを貰おうとするのは社会の一般常識からしておかしい。」と発言している。また、2011年4月総務環境委員会において当時の減税日本名古屋市議団団長の則竹議員は「本当に800万円で議員活動ができるのか。」という質問に対し、「正直厳しい。やってみないとわからないが、まず努力する。（政治資金）パーティなども努力したい。」と答えている。その後、河村は2011年6月議会に減税日本に対し市議報酬を恒久的に半減する条例案の提出を求めたが、減税日本名古屋市議団は条例案の提出を見送ることとした（減税日本が2011年選挙で躍進をとげて以降は河村は議員報酬については市長提案ではなく議会側から提案すべきだというスタンスのため市長提案は行っていない）。2013年9月には市議報酬半減を恒久化する条例案が提出されたが自民、公明、民主、減税日本を離れた新生などの反対で否決された。なお、この条例案を話会う総務環境委員会の審議の中で減税日本の近藤徳久市議から議員報酬半減の妥当性に疑問を投げかけるなど、減税日本内部でも混乱が見られた。また、同委員会で減税日本の真意を問いただされた黒川慶一市議は「（河村）代表の言うことがすべてではない、半分は聞き流している。」と発言している。

#### 減税について
減税に関する主張と論点
河村は『「いいものを安く」というのは商売の鉄則。私は元々商売人だった。商売では、厳しい価格競争は当たり前、「財源がない」などという言い訳も通用しない。だから私は、今の政治に逆行して減税を訴え、少しでも安い税金で、よい行政サービスを目指している。』と市民税の10%減税をテコに行政改革を行い、それを市民に還元することを主張している。
減税条例によって2010年に実施された名古屋市の減税では全体の0.2%にあたる高額納税の企業が44%の減税額を受け取っており、庶民革命というスローガンとは裏腹にほとんど庶民に恩恵がないことが指摘されている。これに対し河村は、「平成18年から6%の均一税率になり、あえて減税の税率を変えると、この6%が崩れることになるので、法律に従った。」と主張している。また、名古屋市民225万人の52%は扶養家族や非課税のため減税の対象外となっている。減税を実施した2010年度の名古屋市の一般会計の予算総額は既存の事業については予算カットや人件費削減には取り組んだものの、生活保護受給者の増加などもあり、1兆345億円で前年度に比べて437億円増える結果となっている。また、一方で不況による税収入の落ち込みなどもあり、結果として減税を行うことにより、市債発行残高も約360億円増の1兆8587億円となるとともに、地方交付税の交付団体に転落した。また、不足した財源として、財政調整基金を36億円処分をおこなうこととなった。そのため、減税は将来に対してツケを残すものであるという批判もある。さらに、災害時などに利用するための積立としての位置づけでもある財政調整基金の取り崩しは東日本大震災が起きたことなどもあり批判の声もあった。なお、河村は減税分160億に対応して予算カットや人員削減を185億円行っており、減税分は純粋に行政改革によりねん出したと主張している。
河村は減税をテコに行政の無駄を排除すると主張していたが、市長がリーダーシップをとって無駄の削減を行うことはなく、役人への丸投げを行った。リーダーシップが欠落した状態では減税により無駄を削減するというような力学が官僚組織内部では働かず、予算編成の段階では既存の事業について一律の予算カットの方向ですすめられた。具体的には平成22年度予算編成に向けて各局に15%から30%の一律の予算圧縮が指示され、健康福祉局や子ども青少年局などの福祉的予算は合計で約84億の圧縮を行った。
河村は減税により企業誘致と移住者誘致に資すると主張し、単年度の減税では効果がなく、恒久減税を行う必要があるとも主張している。一方、三菱UFJリサーチ&コンサルティングエコノミストの内田俊宏は、「法人市民税の減税だけでは企業が本社機能を名古屋に移転してくるというのは考えにくい」と指摘するとともに「今回のギリシャショックから、かなり財政の赤字というところに焦点があたっていて、借金をもっている自治体というのはこれから前向きな投資ができにくくなると 柔軟な財政運営ができなくなる」とも述べている。移住者誘致については名古屋市の依頼に基づいく三菱UFJリサーチ&コンサルティングの調査によると減税により増加する移住者は年間2000人程度見込まれるが、減税による減収分を補う効果がないとしている。
市民税恒久減税までの推移
市長就任当初は減税について市長と市議会で激しいやり取りがあったものの、2009年12月恒久減税は市長の原案どおり可決し条例化されることとなった。そのため2010年度には市民税減税が実施されることとなった。しかし、その後の予算委員会で財源や福祉予算のカットなどの市民サービスの低下が問題となり市議会側は減税を単年度とし、各年度ごとに予算内容を確認したうえで減税実施の判断を行うこととした。そのため河村は2010年にも恒久減税案の提出を行ったが議会と市長との激しい対立のなか否決される事態が続いていた。その後、一連のリコールの動きと統一地方選を2011年（平成23年）4月に控えた議会側にも減税に対して妥協の動きもみられ、自民党は市民サービスを低下させないことを条件に河村案に賛成に回り、公明党、共産党は低所得者に配慮した独自の減税案を市議会に提出した。しかし、結果的にはいずれの案も可決することはなく、減税は2011年度は実施されない運びとなった。減税の否決によって浮いた予算の一部は民間保育所の新設・増築への補助、公立保育所の民間移管による定員増、賃貸物件を活用した保育所整備など待機児童解消のためにあてられるなどの措置が取られた。
その後、河村側も消費税増税反対の立場での国政復帰を模索していたこともあり、次期衆院選までに名古屋市長として減税で一定の成果をあげる必要があるため10%減税から7%、5%と妥協する方向に動くこととなった。議会で話し合われた結果、2012年度以降個人・法人とも5%の恒久減税（個人市民税は5.7%）とすることで市長と市議会で折り合いがつき減税条例が可決された。

#### その他の施策（地域委員会、市職員人件費カット等）
地域委員会
2010年（平成22年）より8区、8学区をモデル地域として地域委員会を開始した。モデル地区の8地区は人口に応じて500万〜1500万円の予算がつく。委員の任期は1年で、委員会は土日や夜間に小学校の体育館などを利用して開かれる。
社会学者の中田實名古屋大学名誉教授を座長とする学識経験者による研究会は、地域委員会は「自治のあるべき姿を実現させた手法」であると評価する一方で、モデル地区の投票率が8.7%であることを問題視し「（低投票率について）厳しい現実として受け止める必要がある。十分な投票参加を得られなかったことは、地域委員会の正当性に対する疑念や批判の余地を与えた」と指摘するとともに、委員の選任投票に最低投票率制度を導入し、投票率が低かった場合には、その学区では地域委員会の設置を見送るべきだなどという提言を行った。
名古屋城天守の木造での再建と「金しゃち横丁」
名古屋城は150億円の経費をかけて本丸御殿の再建を行ったが、本丸御殿の再建に関しては当初より「不況の税収不足の中で続けることが適当なのか」という意見があった。しかし、市民の多くが本丸御殿の再建を最後まで続けて完成して欲しいという意見が多かった事から、河村は態度を変え本丸御殿の再建を続ける事を示し、本丸御殿と同様に名古屋城天守にも図面等の資料がある事を知り、河村は本丸御殿だけでなく、さらに名古屋城天守を木造で再建する案を披露している。最大の壁は500億円といわれる建設費であるが、市長は「銀行は不況で預金の貸出先が無く、金余りの状況。政府が仕方なく銀行に国債を買わせて預金を引き受けており、日本は財政危機ではない。天守の再建に当てはめると、建設費のために市債を発行する→市債の利子を市が銀行に支払うことで銀行は利子収入を得る→銀行の利子収入は預金の金利という形で市民にも還元される。元本の建設費で建てた天守は、市民にとっての財産であり借金ではない」と持論を展開し、建設費は市債で補うことを明言している。これに対し、民主市議団幹部は「膨大な費用がかかり、実現の難しさは本丸御殿の比ではない。不況下にやるべきではないし、市債のとらえ方も意味不明。いくら借金しても良いとの言い方は市民や議会を愚弄している」と批判している。
河村市政誕生前の「平成18年度の名古屋城整備計画」にあった名古屋城周辺に再現する城下町構想について河村は「世界の金シャチ横丁」として推進していく姿勢を見せた。2014年2月に河村たかし市長や学識者を交えた公開討論会を市公館で開き、名称を「金シャチ横丁」に正式決定した。河村は「東京でポスターを見た人に『行こう』と思わせないといかん」と、河村がネーミングし以前から仮称として用いてきた「世界の金シャチ横丁」を推しており、「わしは不満だけど」と発言している。
市職員の天下りへの対応
河村は2009年の市長選のマニフェストでは『幹部職員の「天下り」を事実上不可能にする』と掲げており、市長就任早々、副市長など天下りしている市の特別職OBに早期の退職を要求を行った。しかし市長就任後、市の一般職の公務員については「天下りが悪いわけではない。」と天下りの容認に転換、市長の退職要求に応じて退職した2人の後任に市の元幹部(ともに元局長)が就任することとなった。
また、一般職の天下りについては以下のような天下りのルール（なごやルール）を設けた。
1. 庁内公募を行うとともに市が再任用して外郭団体に派遣し、最後は市長が選考する。
2. 外郭団体に再就職する職員は1年ごとに契約を更新、成績評価制度を導入し、低評価者の契約延長は認めないものとする。
3. 再就職の給与は上限を600万円台とし退職金はゼロとする。

なお、このルールについて実質的に天下りを制度化し、容認したものだという批判が名古屋市民オンブズマンなどからされている。また、実態としては希望者はほぼ再就職しており市長の選考も成績評価制度も機能していない。
人件費10%カット
公務員給与については、当初の市長選時などに河村は公務員給与の大幅な削減を示唆する発言もあったが、ボーナスの一部カットと市職員の月給を平均で2.35%分の削減にとどまった。2010年度でCOP10、名古屋開府400年などの主要事業が終了し大幅に定員を減らすことが可能になったこともあり、退職者不補充などにより人員削減を実施し、結果的に2011年度予算で公約である人件費10%カットを達成したと記者発表した。しかし、この値は2ヵ年での積算削減額が総額の10%に達したという意味であり、名古屋市公表の資料  によると単年度削減比率は5.5%に留まっている。なお、河村は2014年度当初までに1,800人の定員減を達成した。ちなみに、松原市長の12年間で6,296人(全体の19.4%)の職員を削減しており、人員削減じたいは以前から進められているもので市長になって特別行政改革が進んだわけではない。むしろ削減率は松原市長時代のほうが高い結果となっている。

### 市議会リコールと減税日本の躍進

#### 市議会リコール
リコールの経緯
2010年（平成22年）8月27日、名古屋市選挙管理委員会は、名古屋市議会解散請求代表者10人の証明書を交付。河村とその支援者は同日より、市議会リコールのための署名活動を開始した。リコール成立には名古屋市の有権者の2割である36万5795人分の署名を1ヶ月の間に集める必要がある。リコール成立のために必要な署名数が、有権者が40万を超える場合は、「地方自治法等の一部を改正する法律」（平成14年法律第4号、2002年3月30日公布）により「その総数の3分の1（その総数が40万を超える場合にあつては、その超える数に6分の1を乗じて得た数と40万に3分の1を乗じて得た数とを合算して得た数）以上」（原文漢数字）と改正されているためであった。
市長側は最終的には46万5582人の署名を提出。リコール成立は確実とも思われたが、署名期間中、代筆や受任者以外の人物による収集などのルール違反を指摘する通報が相次いだことや11万4000人分の署名について受任者欄が空欄になっているなどずさんな状況が判明。そのため、市議会議員出身の選挙管理委員が、「市民の反発をまねく」と主張する事務局の反対を押し切り、審査の厳格化を決定。審査機関を1ヶ月間延長するに至った。
1ヶ月後の11月24日、選挙管理委員会は提出されたうち約24%にあたる11万1811人分の署名が無効で、有効数は35万3791人だったと発表した。これは法定数に約1万2千人分届かなかった。異議を申し立ててもリコール成立には1万2千人分という大量の無効票を有効票と認めさせなければならず、この時点で市議会解散リコールは不成立が確実視された。
この決定に対して、河村は「泣けてきます」と述べ、4人の市選管委員のうち3人が元市議であり、そのため議会よりの厳しい基準で署名の審査をしたと主張。「議会のことだからといって自分たちで（基準を）決めるとは恐ろしい。独立行政委員会は市民の政治的自由を守るため中立にやるものだ」と批判するとともに、選管が最終的に基準を厳格化したことについて「後から基準を変えてもいいのか。後出しじゃんけんだ」と主張。「尊い署名を無効にしたことは極めて不条理。恐るべき民主主義の危機と言わざるをえない」と選管を厳しく批判した。
一方、伊藤年一名古屋市選挙管理委員会委員長は「疑義のある集め方をしており苦渋の決断をした。」「大量の無効署名を出し、署名した人の真心を踏みにじったのは、集めた側の責任ではないか。」と河村の支援団体を批判している。河村の支援団体は有効署名の掘り起こしを精力的に行い、請求代表者の立場で一括して異議申し立てを行った。結果、3万人以上の異議申し立てが行われ、審査の結果、半数あまりが有効とされたため必要な法定数を越え、一転して住民投票の実施が確定した。
河村側は2011年（平成23年）2月に行われる予定の愛知県知事選挙との同日選挙を狙っており、リコールが成立した場合には河村自らも辞任し、市長選を行うことを明言していた。
2011年（平成23年）2月6日、愛知県知事選挙、名古屋市長選挙、名古屋市議会リコール住民投票がそれぞれ施行され、愛知県知事選挙では盟友の大村秀章が当選、名古屋市長選挙でも河村自ら2期目の再選を果たした。そして名古屋市議会リコール住民投票では69万票を超える賛成票が投じられ、名古屋市議会解散が確定する結果となった。
受任者欄が空欄である署名の取り扱いをめぐって
署名簿の審査をめぐって二転、三転した経緯には、受任者欄が空欄となる署名のうち1万人以上の署名が無効から有効へと転じた経緯がある。
署名は請求代表者が街頭で集めるケースと委任された受任者が担当の区の範囲で対面で集めるケースの2種類があり、受任者が集めた署名には受任者欄が記載されており、空欄ならば請求代表者が集めたものでなければならない。今回のリコールでは「署名簿が回覧板と一緒に回ってきた」「受任者名が記載されていない署名簿が喫茶店に置かれていた」など、違法な署名集めに関する情報も殺到するとともに、全体の4分の1にあたる約11万4,000人分で、署名集めを担当した「受任者」欄が空白になっており、10人しかいない請求代表者が全体の約4分の1に相当する署名を集めるのは考えにくく、郵送で署名者に直接確認するため審査期間を1ヶ月間延長するに至った。再審査の結果、「受任者から署名を求められた」とした3万6,000人分が無効という結果となった。この3万6,000人分が決め手となって、選管の審査の結果いったんはリコールは不成立となった。ちなみに、「請求代表者から求められた」場合と「誰から求められたかわからない」場合は有効となる。
しかし、縦覧期間中に河村の支援団体が精力的にこの3万6,000人をあぶり出し、「受任者から求められた」を「誰から求められたかわからない」に変更する異議申し立てを一括して行った。これに対して選管は、署名者本人の意思を確認できる署名を提出すれば有効であるという見解をしめした。河村の支援団体は3万6,000人のうち住所が判明した2万1,000人分に対して「受任者から求められた」という回答を「誰から求められたかわからない」変更する意思の確認を郵送で行い、最終的には1万3,000人あまりから確認書を確保し、無効な署名を有効なものにひっくり返した。
リコールに対する反応
市議会は2011年（平成22年）4月には任期満了で選挙が行われる予定であり、なぜ費用をかけてまで市議会を解散する必要があるのかという疑問の声もある。名古屋市選挙管理委員会の試算によると通常の愛知県知事選、県会議員選挙を行った場合の費用は12億円、議会解散リコールが成立した場合に河村の思惑通り県知事選、市長選、名古屋市議会選が同時に行われたとしても18億5000万円の費用がかかるとされている。仮に県知事選と市長選・市議会選のダブル選挙が別々に行われた場合には21億5000万円かかる試算となる。これに対して河村は民主主義の費用として容認する構えを見せているが、リコールにより、市民が根強い不信感を持つ市議会との対立を演出することにより自身や減税日本が有利に選挙戦を進めようという思惑が強く働いているという側面もある。
河村の元ブレーンの名古屋大学後房雄教授はリコールに関わる一連の騒動について、市議会と河村との政策対立というよりは、「地方自治の旗手として」国政復帰するために市民を巻き込んだ市長の政略であったことを指摘している。「河村氏は元々国政に戻るタイミングを計っていて、市長を『仕方なく』やっている。」と指摘したうえで、以下のように述べている。「象徴的なシーンがあった。河村氏と一緒にやっていた09年、議会が減税と地域委員会を認めないので、リコールを準備して圧力をかけた。すると議会が議案を11月議会で通した。大成功だったんだが、河村氏はがっかりしている。理由を聞くと『私は(政令市初の)リコールがやりたいんだ』。リコールは彼の手段ではなく、目的だった。その後、議会がのめないように、公約にない議員報酬半減を打ち出してリコールをやった。『地方自治の旗手』として国政に復帰したかったんだろう。結局、衆院選で失敗し、また市長選に出ることになったけど。」と述べている。
また、リコールという制度の本来の趣旨は市長や市議が著しく民意とずれている場合に住民がおかしさをただす切り札として認められたものであり、市長が議会と対立したためにリコールを使うことは制度の趣旨に反するという批判もある。
前出の名古屋大学の後房雄教授などは今回の署名活動において違法な署名集めがあり、明らかな犯罪行為があり不成立が当然であるとする。違法な署名集めの内容として、次のようなものがあげられる。担当の区でしか署名を集めることができないとされている受任者が地方自治法施行例に違反する担当区以外で署名集めを行っているケースが明るみに出るケースがあった。また、この受任者は「支援団体事務所の指示だった」と証言している。なお、河村の支援団体は指示を行ったことについて否定している。また、再審査での郵送での署名者への確認作業において、約900人あまりが「実際には署名していないのに勝手に名前を使われた」と回答をしており、リコールに反対する学者や弁護士で作る市民団体が地方自治法の署名偽装罪での刑事告訴を検討している。
また、選挙管理委員会に不適切な署名集めを指摘する通報や、これを指摘する報道が相次いだ。例えば「回覧板と一緒に署名簿が回ってきた」、「喫茶店に受任者名が空欄の署名簿が置かれていた」、「受任者が担当の区以外で署名集めをした」、「代筆により大量の署名を作った」、「家族や知り合いの分も署名してくれと頼まれた」などである。

#### 愛知県知事選と名古屋市長選及びリコール住民投票のトリプル投票
いったん市議会リコールが不成立の見通しとなった2010年（平成22年）11月、河村は責任をとるとして、名古屋市長を辞職して、出直しの市長選挙に再び立候補し愛知県知事選とのダブル選挙を実施する意向を示した。だが結局はリコールが成立することとなった。
しかし、河村は「市民税10%減税は誰も疑うことのない『一丁目一番地』。それをやろうと思って市長になった。（減税が1年で終われば）市民にとって増税になる。議会がそれを示したのなら、市民に問わないといけない」と市長の減税案が否決されたことを理由に辞任する意向を表明し、12月20日、市議会議長に2011年1月21日付の辞表を提出し受理された。
ちなみに、辞任理由が二転三転しているが、河村はリコールの審査結果が出る以前や減税案が否決される以前から辞任して知事選とダブル選挙を実施する可能性を示唆しており、今回の辞任とダブル選挙は愛知県知事に立候補を表明している盟友の大村秀章を支援するための選挙戦略であることが指摘されている。
またリコール住民投票も実施される運びとなったため、同年2月6日に知事選、市長選、リコール住民投票のトリプル投票、ダブル選挙が行われることが決定した。
2010年11月現在、知事選には河村の盟友であり出馬を要請された衆議院議員の大村秀章、民主党から元総務省大臣官房審議官の御園慎一郎、自民党からは前総務省課長補佐の重徳和彦、みんなの党から愛知みずほ大学大学院特任教授の薬師寺道代が立候補、共産党からは医師の土井敏彦が立候補を表明した。なお、公明党は大村候補の支持を表明している。
また、大村秀章は自分を応援しない自民党県議に対して2011年4月の愛知県議選で対立候補を擁立した。自民党は大村の出馬が反党行為に当たると判断し除名処分とした。
名古屋市長選には、民主党推薦で元犬山市長の石田芳弘衆院議員、元民主党員で2009年の市長選で民主党公認候補だった河村の対抗馬の細川昌彦支持して離党していた杉山均市議、共産党推薦の八田ひろ子元参院議員の3人が立候補を表明。また自民党市議団は石田候補を推薦、公明党市議団は自主投票となった。
石田芳弘は、「当初は河村市長に期待したが、ここ半年は迷走している。議会との対立をあおる手法は大いに疑問で、予算編成期の辞職は職場放棄だ」と批判し、市政の混乱状態を救うと主張している。また、河村・大村連合の「中京都構想」は「名古屋市の解体論だ」と否定。市民税10%減税は「借金を増やしながらの減税は持続不可能。減税財源は医療や子育てなど格差是正に充てるのが正しい」とし、議員を市執行部に登用する「議会内閣制」も公約にしている。
なお、河村は一連の（市議会の任期満了まじかの）リコール請求ですでに8000万円の費用をかけており、任期を2年を残しての河村の辞任による市長選を行うことにより、さらに2億円追加的な費用が発生するため、大村候補の選挙を支援するために税金を無駄使いしているという指摘もある。
また、35万人の署名が集まったことが市議会議員側の次期選挙への危機感につながり、自民党は減税案に賛成し、公明党、共産党が議員報酬半減案を容認する姿勢を見せるなど市議会側に妥協をする姿勢が見え始めただけに市政を放り投げ辞任した市長の姿勢に疑問の声も上がっている。「盟友の大村氏を支援するために選挙を私物化している。署名が示した市民の声を無駄にせずに市政に取り組む時期。」（中日新聞論説）などの批判もなされている。
2011年（平成23年）2月6日、愛知県知事選挙、名古屋市長選挙、名古屋市議会リコール住民投票がそれぞれ施行され、愛知県知事選挙では盟友の大村秀章が当選、名古屋市長選挙でも河村自ら2期目の再選を果たした。そして名古屋市議会リコール住民投票では69万票を超える賛成票が投じられ、名古屋市議会解散が確定する結果となった。

#### 2011年名古屋市議会議員選挙
市議会解散請求署名（リコール署名）に基づいて行われた議会解散の是非を問う住民投票（2011年2月6日）の結果、市議会解散が過半数となった結果に基づいて2011年3月13日に市議会選挙が行われた。改選議席数75議席に対し、河村が代表を務める減税日本が解散前1議席に対し28議席を獲得する大躍進を果たし第1党となった。一方、解散前第1党であった民主党は27議席から11議席に大きく議席を減らし第4党に転落した。

### リコール後の河村市政

#### 減税日本名古屋市議団の動き
2012年3月、1年交代が慣例の市議会議長の続投の意向を示した中村孝太郎に対し「市議団の意向を無視した」として減税日本は中村を会派から除名する処分をした。減税日本ナゴヤに退会届を提出した市議4人（舟橋猛、堀田太規、玉置真悟、加藤修）と、先に除名されていた1人（中村孝太郎）が新会派「減税日本新政会」を設立した。団長は舟橋猛。減税日本新政会は、会派設立理由として、減税日本ナゴヤが中村前名古屋市議長を処分したこと、その後減税日本ナゴヤから立候補した副議長（田山宏之）が、議会の過半数から信任を受けないまま副議長に就任したことなどを挙げ、そうした状況下で「河村市長の提唱する三大公約」を再構築し、議会全体と対話や議論をしながら実現に向けて行動するため新会派「減税日本 新政会」を立ち上げたと発表した。2013年2月には「減税日本 新政会」には済藤実咲が合流。その後、「減税日本新政会」は「（減税日本は）衆院選での合流劇など、河村市長が何をしたいのか全く見えない。減税日本の名にこだわる必要がなくなった」として、会派名から「減税日本」を取って「新政会」に名称変更。2014年4月には「新生会」も解散され、7名のうち4名は「民政クラブ・一貫正義」を結成した。あとの3名は一人会派をそれぞれ結成した。中村孝太郎は八風の会を、済藤実咲は民和会を、玉置真悟は政和クラブを結成した。
また、2013年2月には宇佐美汝久愛市議（港区選出）が減税日本ナゴヤを離団。宇佐美は一人会派「地方分権改革会」を結成。2013年3月には荒川和夫市議（瑞穂区選出）が減税日本ナゴヤを離団し、一人会派「名古屋市民クラブ」を結成。除名された中村孝道、黒川慶一、河合優も一人会派を結成するなど減税日本は分裂を続け、28の議席数が2014年8月現在で15議席に勢力を縮小。18議席を有する自民党に第1会派の地位を譲ることとなった。さらに、分裂は続き統一地方選挙前の2015年3月時点では11議席まで議席を減らすこととなった。その後、2015年4月の統一地方選挙では現有議席から一議席増の12議席という結果となったものの、前回選挙で28議席獲得した状況からは大きく後退し、自民、民主に続き、公明、共産と同じ議席数の第三会派に転落した。

#### 国政復帰断念と名古屋市長三選
河村は2012年12月に行われる衆院議員選挙での第三極結集と自身の衆院議員選への出馬を目指し日本維新の会との合流を模索していた。しかし、消費税増税などの基本政策の違いから橋下代表は両党の合流を容認しておらず、最終的には衆院選前の維新との合流を断念する結果となった。その後、国政レベルでは亀井静香元金融相らの反TPPと合併後、小沢一郎らの国民の生活第一とともに嘉田由紀子滋賀県知事の日本未来の党に合流することとなった。なお、地域政党としての減税日本ナゴヤは継続しており、2015年の統一地方選をにらんで日本維新の会などとの連携を模索していたが、こちらも2014年6月に河村が合流断念を表明した。
日本維新の会との合流に失敗したこともあり、2012年11月に衆院選への出馬断念を発表。翌年4月の名古屋市長選への再出馬を行い前自民市議の藤沢忠将氏（43）＝自民愛知県連推薦、民主県連支持らを破り三選を果たした。

### 大村秀章知事との対立、中京都構想
2011年2月の県知事選と名古屋市長選で大勝し、大村と河村は互いを「盟友」と呼び合うようになった。愛知県と名古屋市の政策・企画立案部門を合体・一本化し「司令塔」をつくるとする「中京都構想」において、大村と河村は協力関係を築いていった。中京都構想は、同年の大村知事選出馬の時点では具体像は示されなかった。その点、大阪市などを解体して東京23区のような特別区に再編するという、「大阪維新の会」代表である橋下徹大阪市長らの唱える「大阪都構想」とは異なっていた。
2012年2月9日、愛知県と名古屋市は、財界や学識経験者などによる中京都構想のブレーン組織「中京独立戦略本部」を設置。具体的方向が模索されてゆくにつれて県と市の構想の違いも鮮明化した。近隣自治体を含め人口400万人規模の都市をつくり、その機能を強化して特別自治市をつくるという河村の「尾張名古屋共和国」構想に対して、大村の構想は知事と市長の兼務を可能とする制度改正により名古屋市を解体して愛知県そのものを「中京都」とするとした。
同年7月9日、河村は定例記者会見で「大村さんは愛知県の形のまま名古屋市と一体化すると言うけど、それじゃ名古屋市は解体するんですか。市民は支持しないと思いますよ」と、強い口調で名古屋市「分割」への危機感をあらわにするとともに「このままでは議論を進めることはできない」と述べ、構想推進に向けた有識者らの会議の開催を当面見送ることを表明した。
同年8月10日、大村は、次期衆院選に向け、政治団体「中京維新の会」を設立したと発表（総務省への政治団体登録の届け出は同年6月）。記者団に対し、「東海地方で候補者を公募し、橋下徹大阪市長が代表を務める大阪維新の会との連携を目指す」と述べた。河村は同日、出張先の米国から「まったく知らされていない。このようなやり方は信じられない」とのコメントを発表した。なお、大村は橋下市長や松井一郎大阪府知事には事前に報告したと述べた。このこと両者の対立にさらに拍車をかけることとなった。次期衆院議員選挙で橋下大阪市長の大阪維新の会との連携を模索する河村にとって河村外しと受け取ったためである。河村は記者団に対して「信頼関係がないのに連携はあり得ない。会うつもりもない」と発言。一方の大村も「河村さんは政治家として資質に欠ける。私をおとしめる発言を含め理不尽なやり方に屈するわけにはいかない」と発言している。
2013年の名古屋市長選で、大村は「河村さんとの盟友関係は変わらない。しっかり応援していきたい」と河村の支援を表明した。

### 大村知事リコール運動と署名偽造
2020年5月20日、あいちトリエンナーレ2019の企画展「表現の不自由展・その後」と大村秀章愛知県知事の対応を問題視していた河村は、あいちトリエンナーレの名古屋市の負担金につき、未払いの3,380万円を支払わない方針を正式に決定。大村が会長を務める芸術祭実行委員会は翌5月21日、名古屋市を相手取り3,380万円の支払いを求めて名古屋地裁に提訴した。
河村は6月1日、整形外科医の高須克弥に「大村知事が芸術祭の負担金の不払いで名古屋市を提訴した。信じられん。高須さん、リコール運動しないのかね」と持ち掛け、二人はその日3時間かけてリコールの構想を練った。また同日、日進市にある高須の別邸にて会合がもたれ、河村は、2019年の県議選の際に減税日本から擁立した田中孝博（このときは落選）をリコール団体事務局長に推挙した。6月2日、高須は政治団体「お辞め下さい大村秀章愛知県知事 愛知100万人リコールの会」（通称「愛知100万人リコールの会」）を設立。河村はあらかじめ作成しておいた応援者のリストを高須に渡し、設立発表の会見には百田尚樹、有本香、竹田恒泰、武田邦彦ら名だたる論客が同席し、賛同を表明した。
同年8月25日、リコール署名活動が開始。高須と河村は愛知県庁前で肩を組み、リコールへの協力を呼び掛けた。11月7日、高須はがんの病状悪化を理由に活動休止を発表。43万5231人分の署名を選管に提出するも、解職に必要な法定数には届かなかった。
2021年2月1日、愛知県選挙管理委員会は、同一筆跡や選挙人名簿に登録のない署名などで、署名の83.2％にあたる約36万人分を「有効と認められない」とする調査結果を発表した。さらに2月16日、署名偽造のために佐賀市で大量のアルバイトが動員されたことが明るみに出た。
河村は市議会から説明責任を問われるが、「私がリコール運動の中心人物だったか証明しろ」「組織的な管理、経理の管理をしているのを中心人物という。私はリコール運動の中心人物でない」と述べ、不正署名はあずかり知らないところで行われたと答弁した。高須は3月15日の取材に対し「信じられるのは河村市長だけ」と答えた。
同年4月11日、名古屋市長選挙が告示され、河村を含む4名が立候補。4月21日、「愛知100万人リコールの会」の田中孝博事務局長は記者会見し、署名集め終了日の2020年10月25日前後に河村から「2011年の市議会のリコールでも多数の不正、無効署名があった」と聞かされ、全ての署名を提出するものだと認識したと証言した。河村は4月21日、田中の発言を受けて「こんな時になぜやるのか。わざとやったんだろう」「無効署名が紛れたことを話したことはあるが、『不正署名があった』という言葉遣いはしていない」と述べ、法的措置を検討する考えを明らかにした。
同年4月25日、河村は元市議の横井利明らを破り4回目の当選を果たすが、直後に高須は「義理で市長選が終わるまで我慢していた。リコールをしようと言い出したのは河村さんなのに、私が言い出したとうそをついたことは許せない。いざという時に逃げる人（河村）とは今日をもって友達をやめて、絶交します」と取材に述べた。
2022年5月25日、名古屋地裁は芸術祭実行委員会の請求を認め、名古屋市に未払い分の負担金3,380万全額の支払いを命じた。市は判決を不服として控訴した。
同年12月2日、名古屋高裁は一審判決を支持し、市側の控訴を棄却した。16日、市は判決を不服として上告した。河村は負担金について、遅延損害金の累積額が約534万円にふくれていることに触れ、未払い分を「仮払い」する方向で実行委と調整する考えを示した。2024年3月6日付で最高裁第3小法廷が市側の上告を退ける決定をし、未払い分の支払いを命じた一、二審判決が確定した。

### 河村市政の評価
市政1年後の中日新聞の世論調査では市長の支持率は61%となっており依然支持率は高い。一方で、愛知県内の自治体の首長に河村市政の評価を聞いたところ平均50.9点と低い評価であった。
評価できない理由は「パフォーマンスが過ぎる」「手法が独善的」「自分本位の政策」など河村の政治姿勢を問題視。「議会制民主主義の根幹である議会との対話がほとんどない」「地方行政や議会への注目度を高めたが、市民生活に寄与する具体的な成果に乏しい」など議会との対立やそれに伴う市政の混乱を指摘する意見も多かった。
2013年3月の世論調査では支持率51%で、評価できる政策は「市議報酬の半減」「市民税減税」がそれぞれ65%、47%と高かった。
河村は高い支持率を背景にリコールなどを通じて直接民意に訴える手法を「民主主義発祥の地、名古屋」であると、民主主義を実践するものとである主張している。
しかし、議会との対話により解決を図ることを行わず、リコールなどの強権的な手法をとる市長の手法に対し、「プレビシット制（人民独裁）」（国民の意思を問うためではなく、時の権力担当者（政治家）が自己の地位や権限を強化する目的や役割をもって行う国民投票制度）であるという認識もある。また、地方自治における二元代表制は市長の独走を議会側がチェックするという機能を担うものである。しかし、河村の手法は市議会との対立を演出することにより、議会や行政に対する市民の批判を自身の支持に巧みに転換し、リコールなどを利用して結果的に二元代表制という民主義的なチェック機能を無効にするものであるという点について様々な批判もある。
例えば、大阪経済法科大学客員教授松室猛は「唯我独尊の首長を生み出しているケースと、その逆に首長べったりの議会と議員を生み出していることが今日の自治体の異変に繋がっているのである」と名古屋市、阿久根市、大阪市などを念頭に今日の地方自治の問題点を指摘しつつ、「最近の選挙で感じられることは、プレビシット型を容認する衆愚政治的傾向があることである。今年の2月に施行された名古屋におけるトリプル選挙はこの典型ではないだろうか。」と述べている。神奈川県の松沢成文知事は「議員は市長選と違う民意で選ばれており、『市長公約の反対者は非国民』と議会を否定したら二元代表制が成り立たない」と発言している。一方で、河村が支持を集める背景には、そもそも地方自治において二元代表制が機能しておらず市長と議会のなれ合いの中で、住民側に根強い政治不信が存在するという認識もあり、片山善博総務相は「これまでの二元代表制の下で（市長と市議会が）それぞれチェックし、牽制（けんせい）し合う機能があまりなくて、裏で手を握り、八百長、談合の傾向が強かった、それではいけないというのが阿久根、名古屋で、今までのアンチテーゼ。ただし、それがちょっといびつな形で出てしまった。」と議会と市長双方を批判している。河村のポピュリズム（大衆迎合主義）政治的な側面に対する批判もある。八木秀次高崎経済大教授は「市民に分かりやすい政策だけで、古代ローマの政治手法『パンとサーカス』だ。パンは減税、サーカスが敵を作り上げてやっつけることだ」と述べている。熊本県の蒲島郁夫知事は、「トリプル選挙」として注目を集めた2011年2月の名古屋市長選に触れ、「争点は河村たかし市長の公約だった減税だけに集約された。カリスマ性に富む首長が、反対する立場の人を仮想敵として非難し、自ら議会を解散に導く手法はポピュリズムに陥る恐れがある」と述べ、河村の一連の政治手法に批判的な見方を示した。また、政治学者でもある蒲島は選挙の特徴を「既存政党への不信の広がり」「マスコミの注目を浴びる形の劇場型選挙」「候補者のキャラクターと単一の争点への依存」と分析し、「この手法が今後もまかり通れば、日本の民主主義の在り方自体が問われる」と批判した。また、「パフォーマンス一辺倒で、市政の重要事項には興味を示さない」という批判もある。河村のかつての経営アドバイザーの1人であった政治学者の後房雄名古屋大学教授は、政策については役人に丸投げで、自らリーダーシップを取らず、行政の本質的問題に興味を示さない河村の姿勢に対して、「（減税を実施した後）減税をテコとした事業の精査のシステム構築や、地域委員会の実施、拡大のための体制整備などを重点とする方向で局面が転換するものと考えていたが、河村は、議員報酬と定数の半減を新たな争点に議会解散路線をさらに加速させた。」として行政経営の本質的問題よりも、「議会解散直接請求という政治ショーこそが（河村の）一貫した中心的関心事」と批判している。また同時期に地方首長となった橋下徹と河村を比較して、行政マネジメントの重要性についての認識とその能力を有していた橋下と、両者とも欠如していた河村は成功と失敗の対照的な事例だとする。
また、後房雄教授はさらに、議会と市長の対立からリコールまでの一連の動きは「総理を目指す男河村たかし」が「地方自治の旗手」として国政復帰するための手段であったことも指摘する一方で市と議会で緊張感が生まれたことに関しては一定の評価を与えている。『河村氏は元々国政に戻るタイミングを計っていて、市長を「仕方なく」やっている。』と指摘したうえで、以下のように述べている。『象徴的なシーンがあった。河村氏と一緒にやっていた09年、議会が減税と地域委員会を認めないので、リコールを準備して圧力をかけた。すると議会が議案を11月議会で通した。大成功だったんだが、河村氏はがっかりしている。理由を聞くと「私は(政令市初の)リコールがやりたいんだ」。リコールは彼の手段ではなく、目的だった。その後、議会がのめないように、公約にない議員報酬半減を打ち出してリコールをやった。「地方自治の旗手」として国政に復帰したかったんだろう。結局、衆院選で失敗し、また市長選に出ることになったけど。ただ、河村の誕生には意義がある。以前の市は既成政党が相乗りで行政OBの市長をかつぎ、市職員は議員の世話をするという談合体質。外からのチェックが入らない状況だった。河村氏によって市と議員に緊張感が生まれたし、リコールで現職議員の半分近くが落選し、議会が刷新された。(中略）河村氏を代えるのがいいかどうかは何とも言えないところだ。』。
名古屋市の局長級の元幹部たちは河村の政治姿勢について、自らは責任を取らず全て他人のせいにする、思い付きでアイデアを発表する、政策は中京都構想・区長の公募など橋下のパクリが多く、しかも結局立ち消えになる等酷評している。

## 東京オリンピック金メダルかじりを巡る騒動

### 騒動の発端
2021年7月27日、東京オリンピックのソフトボールの決勝で日本はアメリカ合衆国に2対0で勝ち、金メダルを獲得した。同年8月4日午前、日本代表の投手の一人で、名古屋市出身の後藤希友は報告のため名古屋市役所を表敬訪問した。
後藤が「（金メダルを）持ちますか?」と問いかけると、「持たしてちょ。せっかくだから、かけてちょうだい」とリクエストした。後藤から金メダルを首にかけてもらうと、手に取って「あぁ〜重てやぁ（重たい）な本当に、これ。重てやぁですよ。な。」と述べた直後、「こうやって…」と突然、自らのマスクを外して金メダルを噛んだ。会場には河村の歯と金メダルが「カチッ」と当たる音が響き、メダル本体だけでなく、メダルリボンの一部も河村の口の中に入っていた。噛んだあと、河村は首からメダルを外すと拭くことなく、リボンをメダルに巻き付けてそのまま後藤に返し、後藤は頭を下げて両手でメダルを受け取った。このことから河村たかしのアナグラムで「かしたら噛むわ」という言葉が生まれた。
8月7日に東海テレビ放送がネット上で公開した表敬訪問の詳細映像では、河村は後藤のことを「あんた」と呼び、メダルを噛んだあとも後藤に対して「できゃ〜な（でかいな）、できゃ〜な」と繰り返したり、「ええ旦那をもらって。まぁ旦那はええか（いらないか）?」「恋愛禁止かね?」などの質問をしたり、さらには、カメラが後藤に近寄って顔と金メダルのアップ撮影を続けていると、「お〜、アップに耐えれるかな」などの発言もしていた。

### 社会的反応
この模様の映像がテレビニュースで報じられると、市役所宛てに、河村に謝罪を求めたり、新型コロナウイルスへの危機感の欠如を指摘したりする電話やメールが、4日午後5時半までに約50件あった。五輪開幕以後、日本では新型コロナウイルス感染者が急激に増えていたため、メダルを噛むという行為はよく思われていなかった。さらにTwitterでは、メダルをかじった行為を批判する河村宛てのリプライ（返信）が多数送られ、笑顔で対応した後藤には感嘆や同情の声が寄せられた。また、柔道金メダリストの髙藤直寿、フェンシング銀メダリストの太田雄貴、バドミントン銀メダリストの藤井瑞希が、Twitterで河村の行為を非難した。これと並行して、複数の報道メディアで金メダルをかじる行為への批判が報じられた。河村は同日、「（噛む行為は）最大の愛情表現だった。金メダル獲得は憧れだった。迷惑をかけているのであれば、ごめんなさい」とのコメントを発表した。
後藤が所属するトヨタ自動車は、後藤の訪問があった4日、「金メダルはアスリートの長年にわたる、たゆまぬ努力の結晶。またコロナ禍においてメダル授与ですら、本人が首にかけるという状況下においての今回の不適切かつあるまじき行為は、アスリートへの敬意や賞賛、感染予防への配慮が感じられず、大変残念に思う。河村市長には、責任あるリーダーとしての行動を切に願う」とコメントを発表。翌5日、名古屋市に抗議文を出した。
市スポーツ市民局広聴課に寄せられた抗議や批判は、8月5日午後5時半の時点で4,119件、翌6日同時刻時点では5,962件、同10日までに7,000件超、同11日夕方時点で8,300件超、同13日夕方時点で約13,000件、同16日夕方時点で14,300件を超えた。なお、市によると名古屋市役所に寄せられる意見などは通常、1年を通して1,000件ほどであるという。

#### 海外メディアの反応
河村の金メダルかじりとトヨタの抗議表明について、ロイターは8月5日に記事に取り上げた。「『河村は金メダル (gold medal) を菌メダル (germ medal) に変えた』とツイッターで話題になった」と報じた。オリンピック放映権を持つ米国のテレビ局「NBC」も同日、記事に取り上げた。

#### 著名人からの批判
2019年に名古屋市で開催された「表現の不自由展」の際、河村が抗議活動を行っていたことを交えた批判や皮肉もなされ、爆笑問題の太田光は8月8日、TBSテレビ『サンデージャポン』にて、「あれを表現の不自由展で展示したいと言ったら河村市長はどうやって反対するんだろう」と切り出すと、河村が猛反発した際の理由を引き合いに出し、「神聖なものを傷つけるなって反対していたけど、お前がやったんじゃないか」と発言したほか、この太田の発言を引用した上で、立川志らくも「今こそその時が来た。齧られた金メダルを表現の不自由展に展示すればいい」と自身のTwitterに投稿した。

### 政界の反応

#### 閣僚・国会議員
自由民主党の片山さつきは8月5日にTwitterを更新。河村の言動を「常軌を逸したあるまじき行為」とし、名古屋市会の自民を含む4会派が河村を非難し責任を取るよう申し入れを行ったことを明らかにした。
自由民主党の後藤田正純や元宮崎県知事の東国原英夫らは表敬訪問という慣習そのものに疑問を呈した。
立憲民主党の蓮舫も7日にTwitterを更新し、河村が自身の発言を「リラックスさせるためにフレンドリーに言った」と釈明したことについて「いい加減に自身のふしだらで時代錯誤で上から目線の発言の愚かさを知る時です」と批判した。さらに、文部科学大臣の萩生田光一も河村を「教育上非常によくない。人の大切なものを口に入れるなんて」と問題視した。

#### 首長
大阪市長の松井一郎は、8月5日の記者会見で「河村さんはちょっといちびりが過ぎた。河村さんが子どもで、メダリストの選手が大人だった」と批判した。
元大阪府知事の橋下徹は、8月8日、フジテレビ『日曜報道 THE PRIME』に生出演し、「これはダメです。全然擁護できないです。何よりも人のものを口に入れること自体、絶対アウトだし、金メダルで選手への敬意が感じられない」と断じ、「表敬訪問ということで何か勘違いしたんでしょうね。市長の方が上というかメダルを自分のものに感じたのか、選手にメダルをかけさせるっていうのも何、考えているのか。絶対、これはアウトです」と批判した。
さらに愛知県知事の大村秀章は、8月10日の定例会見において河村の言動について「大変残念な事件、事案。後藤選手にどう謝罪するか、しっかりと対応して、けじめをつけていただきたい」と苦言を呈し、金メダルの再発行について関係者と話し合う方針を示した。

### 河村の謝罪
その後河村は、8月5日に行われた囲み取材に対して「軽率にもご本人様の長年の努力の結晶であります金メダルを汚す行為に及びました」「名古屋市長としての立場をわきまえない、きわめて不適切な行為であったと猛省すべきと痛感」と手元のペーパーを読み上げた。また、質疑応答で改めて「後藤へのお気持ちの一言」を求められ、「宝物だったわけで、まぁ配慮が足らず、すみませんと、申し訳ないねと、いうことですわ」と謝罪した。「メダルを噛んだのか」という質問に対しては、「噛んだふり」ではなく、口をつけて「噛んだと言われれば噛んだ」が、「ぐっと歯が食い込むような噛み方はしていない」と釈明した。また、「旦那はいらないか」「恋愛禁止か」といった質問がセクハラではないのかという質問に対しては河村は「セクハラの認識は全くなかった。リラックスさせるためにフレンドリーに言った」と説明した。金メダルかじりだけでなく、このセクハラ発言についても追及されることになった河村は、8月13日、外部のハラスメント専門家の講習を受ける事態となった。
さらに、副市長・スポーツ市民局長・秘書室長がトヨタ自動車本社を訪れ、トヨタと後藤に宛てた謝罪文を置いていったことを明らかにした。河村も同行したが、本社の中には入らず「車の中からお詫びしときました」と話した。謝罪文は5日午後にトヨタが受け取ったが、市の広報部によると、5日の時点で直接の謝罪はできていないとしている。
しかし、原稿を棒読みした挙句、何度も噛むなどした河村の謝罪時の態度に批判はさらに過熱。名古屋市に寄せられた抗議は当初「汚い」「気持ち悪い」との内容が多かったが、5日の謝罪会見の後は「（自分のしたことを）悪いと思っていない」「早く辞職すべきだ」との声に変わった。各界からの批判も止まず、競泳金メダリストの北島康介、スピードスケート金メダリストの小平奈緒、柔道金メダリストのウルフ・アロンもメダルをかじる行為に対して各自のTwitterで否定的なコメントを行った。
アスリートにとどまらず、各メディアでは芸能界や著名人からも河村への批判が飛び交った。河村と血縁関係（叔父と甥）にあるお笑いタレントのノリ（アゲイン）も、謝罪の上、「とても許せず、身内として恥ずかしい」と述べた。さらに、Twitterでは、謝罪会見において、ペーパーを読むことに終始した謝罪や、何度も噛みながらペーパーを読んだこと、お辞儀が短いことなど、河村の姿勢についての指摘を含む批判が多く投稿された。
8月12日の記者会見でも河村は再度謝罪しているが、このときも会見途中に投げやりな態度を見せ、批判の声が挙がった（詳細後述）。
8月16日の定例記者会見の冒頭で、河村は深々と頭を下げ、「市民、国民の皆さんにも大変不快な思いをさせた。後藤選手に不本意な注目が集まり、さらなるご迷惑をかけている。精いっぱいのおわびを申し上げたい」と改めての謝罪の弁を述べた。13日にハラスメントに関する講習を4,5時間受けたことで、自身の発言がハラスメントに該当することを認識し、「すべて私が悪かった」「自分が間違っとった」と話した。また、この会見の場で、河村は給料を3か月間（計150万円）無給にする処分を自身に科すことを表明した。9月の議会で給料減額のための条例を提出する見込み。
8月23日、名古屋市の市長や副市長、局室長、特定区長、教育長で構成する「幹部会」で、河村は市職員に向けた手書きの謝罪文を配布し、現場で共有するよう指示した。また、各幹部に対しても「すいませんでございました」と陳謝し、「こうしたハラスメントで当事者や周囲に不快を及ぼすことがないよう、研究したい」と述べた。謝罪文は同日付で「名古屋市𫟉員の皆様へ」との書き出しで、市に多数寄せられて業務に支障が生じている点について謝罪している内容で、「すべて私が悪かったことでございます。つつしんでお詫び申し上げます」などとノートと思われるA4判1枚に記されていた。また、この謝罪文の中で、河村は本騒動を「金メダル事件」と表現した。この謝罪文が報道によって公開されると、筆跡が走り書きであるとの指摘がなされ、他にも「めいわく」（迷惑）、「つつしんで」（謹んで）といった平仮名表記や、「ございます」の部分の書き損じを上書きしてそのまま出している点、内容の薄さなどといった様々な指摘が挙げられ、誠意を感じられないと批判が相次いだ。

### 余波
この問題では名古屋市で予定されていた行事が中止になったり、河村の公務を副市長が代行するなど市政にも影響が出ることになった。
8月5日、名古屋市は、トヨタ自動車の子会社のプロサッカークラブ・名古屋グランパスエイトと8月6日に予定していた包括協定締結式を中止すると発表した。苦情が収まらない状況を踏まえ、市とグランパスが協議して決めたという。
8月11日、名古屋市は、市内で15日に行われる東京パラリンピックの聖火行事への河村の参加を見送ると発表。代わりに副市長の杉野みどりが参加する。市によると、批判や苦情が殺到しており「混乱が起きかねないため」と説明した。河村は10日の取材で、行事の不参加について「自分の意思ではない。世界中の不自由な人を祝福する意味でも、パラ行事には出席しないといけないと思う」と答えていた。また、すでに7日の「世界コスプレサミット」や「名古屋城こども王位戦」など、予定されていたイベントへの参加を取りやめており、当面は他のイベント参加も同様に見合わせる方向で調整しているとした。

### 金メダル交換へ
河村が噛んだ金メダルについては、8月5日の時点では無償交換が可能となる製造上の欠陥ではないため交換の対象外であると東京五輪組織委員会は発表していたが、その後、金メダルの交換について、東京五輪組織委員会の中村英正統括が「もし（本人が）交換を望んでいるのであれば金メダルですので、IOC（国際オリンピック委員会）と組織委員会できちんと相談をするということにしたいと思います」とコメントした。
また、愛知県の大村秀章知事は8月10日の定例記者会見で、後藤選手が新たな金メダルを受け取れるよう関係者と協議する考えを明らかにし、「可能であれば（金メダルを）再発行してほしい。関係者と話し合っていきたい」と述べた。
関係者によると、後藤は、当初チームで勝ち取って表彰台で授与されたメダルだとして、金メダルの交換を辞退する意向であった。しかしその後、各方面からメダルを交換する声が高まり、後藤の所属先であり、IOCの最高位のスポンサーであるトヨタ自動車からIOCに交換を求める要請があったことから、後藤本人の意向を確認したうえで調整を進め、IOCが新しいメダルに交換することが11日までに決まった。交換費用は当初、河村が全額を負担する方向で調整していたが、オリンピック憲章によりIOCが政治的な寄付を受けることができないため、IOCが負担することになった。大会関係者は「日本代表の仲間と一緒に勝ち取り、仲間の手で首にかけてもらった金メダル。ただ交換すればいいという問題ではない。河村市長の責任は重い」と話した。
8月12日、IOCなどが金メダルを交換する方針であることが明らかになったことを受け、河村は記者会見を開き「日本オリンピック委員会（JOC）の山下泰裕会長の指導を待っている。できるだけ選手の意向に沿った対応をしてほしい」と、方針に従う意向を明らかにした。また、交換にかかる費用について「当然、負担させていただきたい」と述べたほか、「ご不快な思いをかけまして大変申し訳ございませんでした。深く反省しております」と改めて謝罪したが。会見途中、「配慮も足らんかった。謝るしかしょうがないですよ」との発言に報道陣から「しょうがないとはどういうことか」と投げやりな態度を批判される一幕もあった。SNS上などで辞職を求める声が上がっていることについては「無責任なことは言えない。選挙で選んでくれた方もおみえになるので相当重い話」として明言を避けた。トヨタの広報担当者は金メダル交換の報道を受け、「コメントすることは特にありません」と述べた。

### その他

#### 前歴
なお、河村のこのような行為はこれが初めてではなく、同年4月9日、名古屋市中区・栄で開かれた「名古屋城金シャチ特別展覧」の開会式において、疫病退散を願うため16年ぶりに地上に下ろされた金のしゃちほこにかじりつく一幕があった。新型コロナウイルスの感染拡大が続く中、一般客はマスクを着けて手指消毒した上で、雄の鼻先の一部だけを触るよう求められていたが、河村は雄しゃちに接近し、着けていたマスクを外して前傾姿勢で鼻先に口を近づけるパフォーマンスを披露した。
また、表敬訪問に関しては2012年、名古屋市の姉妹都市、南京市の中国共産党同市委員会常務委員らが来庁した際、河村が「南京事件はなかったのではないか」と発言し批判を浴びたこともあった。
さらに、セクハラを疑われる言動に関しては2014年、中部国際空港で開催された「世界コスプレサミット2014」のオープニングイベントのテープカットに河村が招かれた際、壇上にいた当時未成年だった声優の伊藤美来の肩に手を回して抱きついたことがあった。

#### アナグラムを用いた揶揄
騒動後、本件を揶揄する河村の名前のアナグラムが話題となり、お笑いコンビ・ナイツの塙宣之は自身らのラジオ番組で「（市長は）生まれたときから（かむことが）決まってたんだよ」と皮肉交じりにこのアナグラムについて触れた。

#### 笑点大喜利への影響
2021年8月21日から22日にかけて放送された日本テレビ系列、24時間テレビ 愛は地球を救う44では毎年恒例企画として生放送の笑点チャリティー大喜利が行われる。大喜利の問題として、金メダルを手に喜怒哀楽たっぷりに一言、司会の春風亭昇太の「どうしたの？」との返しにさらに一言続けることが出題された。6代目三遊亭円楽が「司会もメダルも噛んじゃだめ」、三遊亭小遊三も「この金メダル、噛んでもいいらしいぜ。本物じゃねえな。チョコの匂いがする」とレギュラーメンバーが金メダル騒動ネタを連発した。

### 騒動後
2023年1月23日、岐阜県美濃加茂市長の藤井浩人が特産の干し柿・堂上蜂屋柿のPRのために河村を訪問。河村は干し柿にそのままかぶりつくパフォーマンスを行い、笑顔の藤井との2ショット写真が翌日の新聞に掲載された。同年3月9日の美濃加茂市議会定例会の一般質問で、生産者でもある市議の坂井文好が「（同柿は）私たちにとって金メダルのようなもので、侮辱された気持ち」と、河村のパフォーマンスを黙認した藤井を批判した。同柿はへたを取ってから手で八つに裂いて食べるという、おいしく食べる作法があり、藤井は「撮影時に食べ方を改めてお伝えしきれなかった私の落ち度です」と説明している。なお、この批判について、河村に対しては擁護する声が多く、「干し柿を丸かじりして何がいけないのか」と市議を批判する声も挙がった。これを受けて美濃加茂市堂上蜂屋柿振興会は同月17日に「おいしく召し上がっていただくことが本意。自由にお召し上がりいただければと存じます」との声明をウェブサイト上で公表した。
2023年3月28日、第5回ワールド・ベースボール・クラシックで優勝した日本代表メンバーの髙橋宏斗（中日ドラゴンズ所属）が名古屋市役所を表敬訪問した際、河村が「俺にメダルは近づけん方がええで」と自虐ネタを言う場面があった。

## 人物

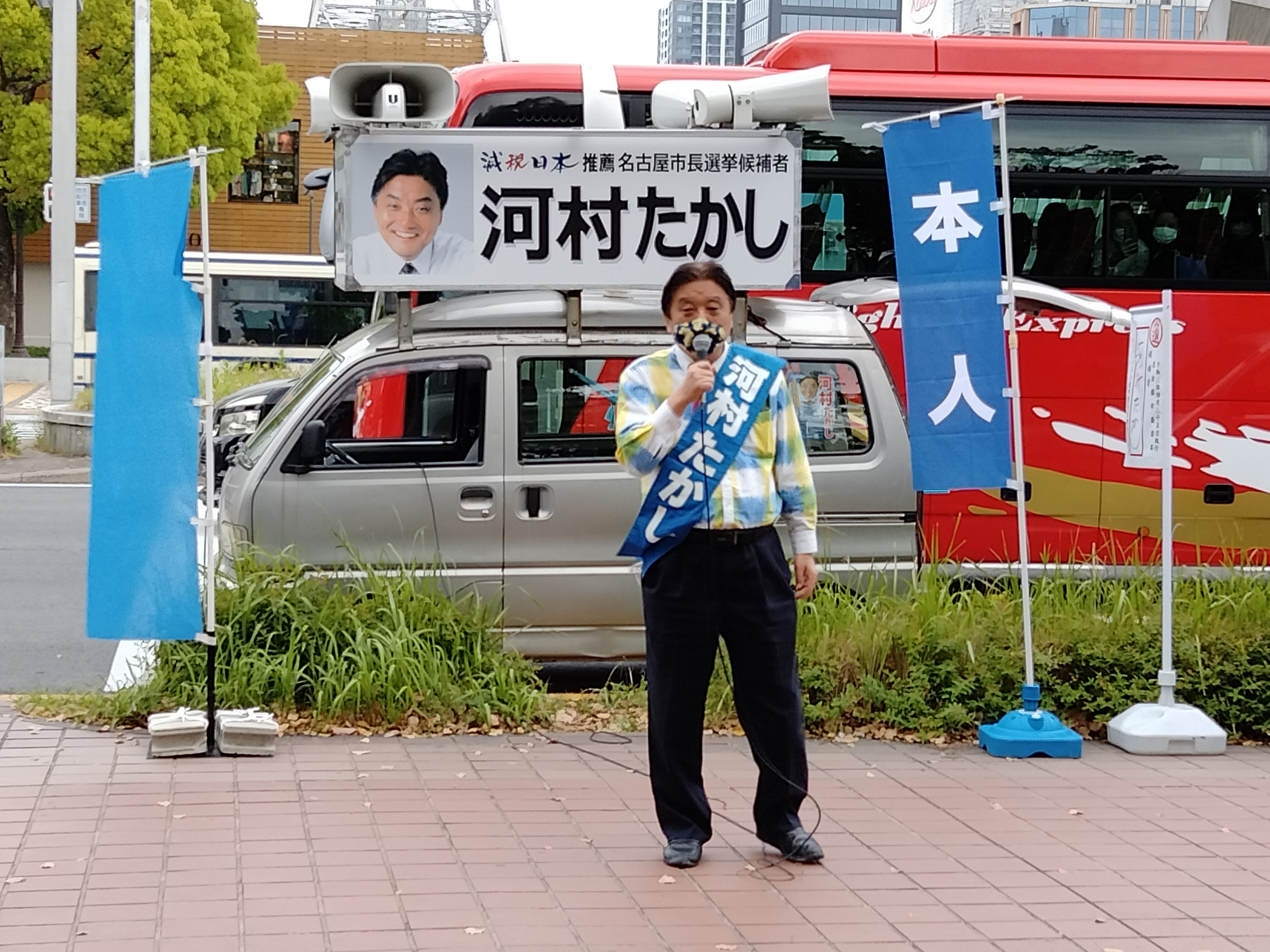
2021年4月24日、街頭演説する河村たかし（名古屋市中区錦通久屋大通交差点にて）

- 宗春ロマン隊と徳川宗春の名古屋自由法律減税社会と風俗経済政策に賛成して、名古屋活性化と死刑廃止仏教愛思想を主張する物語の徳川宗春を主人公とするNHK名古屋放送局制作の大河ドラマ徳川宗春を誘致している[254]。
- 趣味が歴史散歩とカラオケ。歴史が好きで古い歴史ある建物や町並が残る場所を訪れたするのが好きだと言う。歌が好きで森進一などの演歌・歌謡やエルビス・プレスリーのファンでカラオケでよく歌っていると言う。十八番は森進一の『おふくろさん』。名古屋市を舞台にした流行のヒット曲がないことから、名古屋市PRソングを自ら作曲もし面白くかつ自虐ネタも交えた戦後の名古屋市の状況を曲にした『ああ固定資産税』や『何をやってもしかられる』なども作詞。
- 小説も好きで芥川龍之介のファンで、『奉教人の死』という作品の耽美的なところに惹かれたという。
- 社会党を支持する総評に参加しなかった非左派系労働組合を支持基盤とした民社党出身。ジャーナリストの佐野眞一は、泥臭く分かりやすく短いキャッチフレーズを用いるところなど、河村がかつて秘書として仕えた同党の春日一幸元衆議院議員との類似性を指摘している[13]。
- 庶民型政治家をアピールし、自ら「名古屋から総理を狙う男」と公言している。大学時代から作業着、草履ばき、名古屋弁で行動しており、大学時代に知り合った鈴木望（元衆議院議員・元磐田市長）は、自分とは違う開けっぴろげな性格に惹かれ、交友を深めたという[12]。選挙期間中は街宣車を極力使わず徒歩や自転車による街宣活動を行っており、本人曰く「自転車での街宣活動は自分が最初」だという[注 12]。
- 2009年の市長就任後から愛知県絞工業組合から有松・鳴海絞りのシャツが贈られた事がきっかけで、有松・鳴海絞りのシャツやネクタイをよく愛用して着用している[255]。
- 日本会議の会員である[256]。
- 同じ元自民党に所属していた小沢一郎とは親しく、自民党から離党した後の、小沢から自由党結成に誘われたりし、小沢とは新進党や自由党・民主党と所属政党を同じくした。また、小沢の所属していた民主党（当時）と対立していた2012年5月にも小沢の無罪判決を受けて「良かった」とコメントしていた[257]。
- 長年中小企業に従事していた経験からリアリストを自認する。石川知裕衆議院議員は選挙の鉄則として河村から、「若いウグイス嬢を使うと中年女性の反感を買う」ので若いウグイス嬢は使ってはならないこと、顔を売るために街宣車の100メートル後ろを自転車で走るといいこと、取れない票は割り切って捨てるべきであることなどという現実的・実践的アドバイスを受けたという[15]。また公職選挙法では、公示前に実名入りのタスキを使用することが禁じられていることから、「本人」と書かれたタスキを使用していた。その後、「本人」と書かれたタスキが、政党、候補を問わず広く使われるようになった[258]。
- 「パフォーマンス」とも揶揄される事もある河村の言動の原点は、県議選や衆院選に落選し続けた経験にあり、当時は無名の泡沫（ほうまつ）候補だった河村が、なんとか注目を集めようと知恵を絞り、「銭湯作戦」では有権者との「裸の付き合い」をPRして報道陣を集め、友人に銭湯の客になってもらう演出までやった事もあると言う。また「ガンジー作戦」では、徒歩で支援者の自宅を泊まり歩いたりし、これが後の自転車での街宣に発展し、「庶民の代表」をより印象づけたと言う[259]。
- 2010年（平成22年）1月23日に放送の特撮番組「トミカヒーロー レスキューファイアー」に市長役でゲスト出演した[260][261]。
- 日中国会議員書画展へ書画を提供している[262]。
- 元秘書の田中美絵子と佐藤夕子は通称「河村シスターズ」と呼ばれた。2009年8月30日の第45回衆議院議員総選挙に、田中は石川2区から、佐藤は河村の後継として愛知1区からそれぞれ出馬し、田中は比例北陸信越で復活当選、佐藤は愛知1区の小選挙区当選を果たしている。
- 情報源として「真相深入り!虎ノ門ニュース」を高く評価している。2021年1月4日に行われた年頭会見の冒頭で、河村は「コロナの話がまず出てきますが、年末年始、ようテレビと新聞を見させていただきまして、にわか勉強ではありませんが、ネットの記事なんかでも相当いいのがありますし、『虎ノ門ニュース』なんか相当深掘りした発言がある」と述べた[263]。
- 「気さくな○○歳」をキャッチフレーズとする[264][265]。
- 座右の銘は「夢・負けるもんか」。藤前干潟の保全活動やっていた時の河村の事務所で使っていたのを、河村が名古屋市民に配って藤前干潟の保護を訴えていた言葉で、現在でも河村のホームぺージにも使って書いてある。
- 政治家を目指すきっかけでもある「人生再挑戦が出来る仕組み」は政治家になった現在でも思っており、今でもどうやったら人生再挑戦が出来る社会が実現出来るか考えていると言う。1993年の衆院選初当選の時には、「何度失敗してもやり直せる、希望や生きがいを持てる街にしたい。僕は名古屋が大好きだで」と河村は語っていた。また河村は名古屋に来る外国人には名古屋の街は「city of dreams or city of restart」と言っていると言う。空襲の戦災で焼け野原となり地獄を見て、でも立ち直って世界一の産業都市になった。今度は街づくり。国宝だった戦災で消失した名古屋城も木造復元で元の姿に復活すると河村は語っている。
- 2021年9月1日、自身が新型コロナウイルスのPCR検査を受けて検査陽性者となったことが判明した[266][267]。

### 名古屋ことば
名古屋ことば（名古屋弁）に思い入れが強く、公においても基本的に名古屋ことばを使用している（東日本大震災の時の発言や謝罪時など、時と場合によっては標準語も使用）。両親共に名古屋ことばを話し、河村も子供の頃から名古屋ことばを普通に話していた。河村によると名古屋ことばの種類には主に「上町ことば」と「下町ことば」があり、亡くなった母から言わせて見れば、河村が話す名古屋ことばは「下町ことば」だと言われたと言う。河村家は代々名古屋に住んでいた家柄である関係から、先祖代々受け継がれてきたことばを自らも用いたいという気持ちや、地域のことばを守るため、その地域の地域性や自らのアイデンティティを確立する目的から、名古屋ことばを使用しているという。
1993年の衆院選発当選以降、や政界に入ってから河村は名古屋ことばを話していたが、周囲から「名古屋弁は汚いから使うな」と批判されて指摘されたという。河村はそれに反発し、自らのアイデンティティの為に、批判されても名古屋ことばを使い続けているという。
小学生の頃から名古屋ことばを使っていたが、学校で言葉を標準語で統一しようと言う動きがあり、小学校の授業で黒板に「やっとかめ」と書いたり、名古屋ことばを使ったりしていたら、先生から名古屋ことばを使うなと注意されたことがあったという。
方言について「地方の言葉を○○弁と呼ぶのは地方差別で間違っている。東京語は標準語ではなく共通語。名古屋弁は名古屋ことばと言うべし」と発言している。かつて逓信委員会で河村がNHK会長に指摘し、その後NHKは必要に応じて「○○弁」から「○○ことば」への言い換えを行っている。また、大河ドラマ「花燃ゆ」及び「真田丸」に関して、菅康弘NHK名古屋放送局長（当時）に対し、「名古屋ことばが無視されることがないよう、お願い申し上げる。」との申し入れを行った。

### 人物評
ビートたけしは「俺の映画、名古屋でやった時になんだか知らねぇけど、舞台挨拶に来て映画の内容全部喋っちゃいやがって」とのエピソードを紹介し、河村について「いい加減なヤツ」と評した。

## 家族・親族
- 父の河村鈊男の先祖は尾張藩士の河村秀根。さらに河村秀根の先祖は相模国河村城の河村氏の一族の末裔で、2018年の28回目に開催された河村城まつりに子孫でもある河村が出席した[270]。父が尾張藩の侍の末裔だった為、父から「世のため人のためにならにゃいかん」とよく言われたと言う。
- 母の河村つや子は中区の女子大小路七曲町にあった料理屋の娘。空襲の戦災で河村の母の祖母が亡くなったと言う。戦後東区に引っ越した。海部俊樹元首相の姉と友人関係で、母のかつて存在していた実家と海部の自宅は隣同士であった[271]。河村が案内して海部と一緒に家があった場所を訪れる約束をしていたと言う。河村は2005年に名古屋市長選挙の出馬をしたいと言った時、母は息子が傷付く事を心配し、河村の市長選出馬を引き止めた。同年10月7日に母は82歳で死去した。
- 妻の河村名帆子（国立音楽大学卒業）は河村商事株式会社取締役でメゾソプラノ歌手としても活動、長男（一橋大学経済学部卒業）は河村商事株式会社代表取締役社長をそれぞれ務める[272]。
- 弟の河村剛太は、名古屋大学理学部、東京大学大学院理学系研究科博士課程を経て、大阪府立高校数学科教員を務め、大阪府立島本高等学校教諭を最後に定年退職した後、京都橘高等学校非常勤講師を務めていたが、2014年3月30日に62歳で死去した[273][274]。
- お笑いコンビ・アゲイン（松竹芸能→ライジングアップ所属後に解散）のノリ（河村徳人）は甥である[275]。

## 出演番組
国会議員時代
- たかじんのそこまで言って委員会
- ビートたけしのTVタックル

など。
名古屋市長時代
- 河村市長に聞いてちょー（天野良春"リアル"内。2009年6月20日〜。月1回のコーナー出演）
- たかじんのそこまで言って委員会（2005年10月以降出演がなかったが、名古屋市長就任後の2009年5月10日放送分で約4年ぶりに出演した）
- 第45回衆議院議員総選挙特別番組（東海テレビローカル放送枠に出演）
- 名古屋市長定例記者会見（スターキャット・ケーブルネットワークコミュニティチャンネル。番組出演ではなく、スターキャットが記者会見の様子を番組として放送しているため）
- 日曜討論
- ライオンのごきげんよう2009年12月4日
- トミカヒーロー レスキューファイアー 第42話「生きていたジョウカエン 名古屋城、天守閣の決闘」ゲスト出演2010年1月23日
- 最先端IT情報SHOW 革命×テレビ「世界コスプレ頂上決戦！今夜No.1が決定」2010年8月1日
- FNSドキュメンタリー大賞「議会のかたち」2011年7月21日
- めざましテレビ2011年12月29日
- NHKニュースおはよう日本「特集」2012年2月13日
- 新報道2001「世代間格差是正への道 4人娘が見た高級ホーム」2012年2月26日
- ビートたけしのTVタックル「右往左往の野田政権 決められない政治は変わるのか！？」2012年9月3日
- みのもんたの朝ズバッ!「けさの顔」「朝ズバッ！ニュース」2012年11月19日
- 情報満載ライブショー モーニングバード!「そもそも総研たまペディア」2012年2月9日
- 報道ステーション SUNDAY「“あの人”が石原新党のキーマン？に直撃 河村市長＆大村知事のホンネ」2012年1月29日
- ウェークアップ!ぷらす「乱立14党×大選挙戦」2012年11月24日
- 情報プレゼンター とくダネ!「総選挙の争点「消費税増税」あり？なし？」2012年11月27日
- 乱!総選挙20122012年12月16日
- ビートたけしのTVタックル「（秘）映像一挙公開 新春蔵出しスペシャル」2013年1月6日
- 有吉弘行のダレトク!?「河村たかし名古屋市長は名古屋弁しか話さない」2013年10月15日

など（不定期で在名ローカルの番組に出演することもある）。
2018年にはアニメ映画『猫企画』に声優として参加している。

## 著書
- 『国破れて議員あり』 徳間書店、2004年7月。ISBN 4-19-861883-6。
- 旭丘高校校舎の再生を考える会編（編集委員） 『消された校舎 旭丘高校校舎建て替えてんまつ記』 風媒社。ISBN 4-8331-1068-7。[注 13]
- 『おい河村!おみゃあ、いつになったら総理になるんだ -- 反骨のサムライ世直し十番勝負!』 KKロングセラーズ、2006年9月。ISBN 4-8454-2099-6。
- 『この国は議員にいくら使うのか』 角川・エス・エス・コミュニケーションズ、2008年9月。ISBN 9784827550467。
- 『名古屋発どえりゃあ革命！』 ベストセラーズ、2011年1月18日。ISBN 978-4584123164。
- 『復興増税の罠』 小学館、2011年12月1日。ISBN 978-4098251223。

## 選挙歴
| 当落 | 選挙                     | 執行日         | 年齢 | 選挙区        | 政党       | 得票数     | 得票率 | 定数 | 得票順位 /候補者数 | 政党内比例順位 /政党当選者数 |
| ---- | ------------------------ | -------------- | ---- | ------------- | ---------- | ---------- | ------ | ---- | ------------------ | ---------------------------- |
| 落   | 1983年愛知県議会議員選挙 | 1983年4月10日  | 34   | ーー          | 民社党     | ーー票     | ーー   |      | /                  | /                            |
| 落   | 第39回衆議院議員総選挙   | 1990年02月18日 | 41   | 旧愛知県第1区 | 無所属     | 3万3028票  | 6.7%   | 4    | 7/8                | /                            |
| 当   | 第40回衆議院議員総選挙   | 1993年07月18日 | 44   | 旧愛知県第1区 | 日本新党   | 8万9617票  | 19.7%  | 4    | 1/12               | /                            |
| 当   | 第41回衆議院議員総選挙   | 1996年10月20日 | 47   | 愛知県第1区   | 新進党     | 6万6876票  | 40.03% | 1    | 1/7                | /                            |
| 当   | 第42回衆議院議員総選挙   | 2000年06月25日 | 51   | 愛知県第1区   | 民主党     | 7万9817票  | 42.08% | 1    | 1/6                | /                            |
| 当   | 第43回衆議院議員総選挙   | 2003年11月09日 | 55   | 愛知県第1区   | 民主党     | 9万7617票  | 54.20% | 1    | 1/3                | /                            |
| 当   | 第44回衆議院議員総選挙   | 2005年09月11日 | 56   | 愛知県第1区   | 民主党     | 10万5449票 | 49.96% | 1    | 1/4                | /                            |
| 当   | 2009年名古屋市長選挙     | 2009年4月26日  | 60   | ーー          | 無所属     | 51万4514票 | 58.57% | 1    | 1/4                | /                            |
| 当   | 2011年名古屋市長選挙     | 2011年2月6日   | 62   | ーー          | 減税日本   | 66万2251票 | 69.81% | 1    | 1/4                | /                            |
| 当   | 2013年名古屋市長選挙     | 2013年4月21日  | 64   | ーー          | 無所属     | 42万7542票 | 62.20% | 1    | 1/3                | /                            |
| 当   | 2017年名古屋市長選挙     | 2017年4月23日  | 68   | ーー          | 無所属     | 45万4837票 | 67.84% | 1    | 1/3                | /                            |
| 当   | 2021年名古屋市長選挙     | 2021年4月25日  | 72   | ーー          | 無所属     | 39万8656票 | 51.68% | 1    | 1/4                | /                            |
| 当   | 第50回衆議院議員総選挙   | 2024年10月27日 | 75   | 愛知県第1区   | 日本保守党 | 9万5613票  | 46.62% | 1    | 1/4                | /                            |